# 1 000 kilomètres de Spa 2009
Vous lisez un « article de qualité » labellisé en 2018.
Navigation
Édition précédente Édition suivante
Les 1 000 kilomètres de Spa 2009, disputés le 10 mai 2009 sur le circuit de Spa-Francorchamps en Belgique, sont la vingt-neuvième édition de cette épreuve, la vingt-quatrième sur un format de 1 000 kilomètres, et la deuxième manche des Le Mans Series 2009. Il s'agit de la vingt-huitième course des Le Mans Series courue depuis 2004.
La Peugeot 908 HDi FAP no 7 pilotée par Nicolas Minassian, Simon Pagenaud et Christian Klien, remporte l'épreuve avec moins de trente secondes d'avance sur leur poursuivant, la Pescarolo 01 no 16, pilotée par Jean-Christophe Boullion et Christophe Tinseau. Dans la catégorie LMP2, Xavier Pompidou à bord de la Lola B08/80 no 33 du Speedy Racing Team Sebah, ne parvient pas en fin de course à rattraper la Porsche RS Spyder Evo no 31 du Team Essex. Cette dernière, pilotée par Casper Elgaard, Kristian Poulsen et Emmanuel Collard, l'emporte pour sept dixièmes.
En GT1, seuls trois équipages prennent le départ. L'écurie française Luc Alphand Aventures, tenante du titre, s'impose une nouvelle fois avec sa Chevrolet Corvette C6.R pilotée par Luc Alphand, Patrice Goueslard et Yann Clairay. Enfin, en GT2, la Porsche 911 GT3 RSR (997) du Team Felbermayr Proton, pilotée par Marc Lieb, Richard Lietz et Horst Felbermayr, Sr., initialement disqualifiée, est reclassée et l'emporte devant la Ferrari F430 GTC du Team Modena pilotée par Antonio García, Leo Mansell et Jaime Melo.

## Contexte avant la course

### Situation du championnat

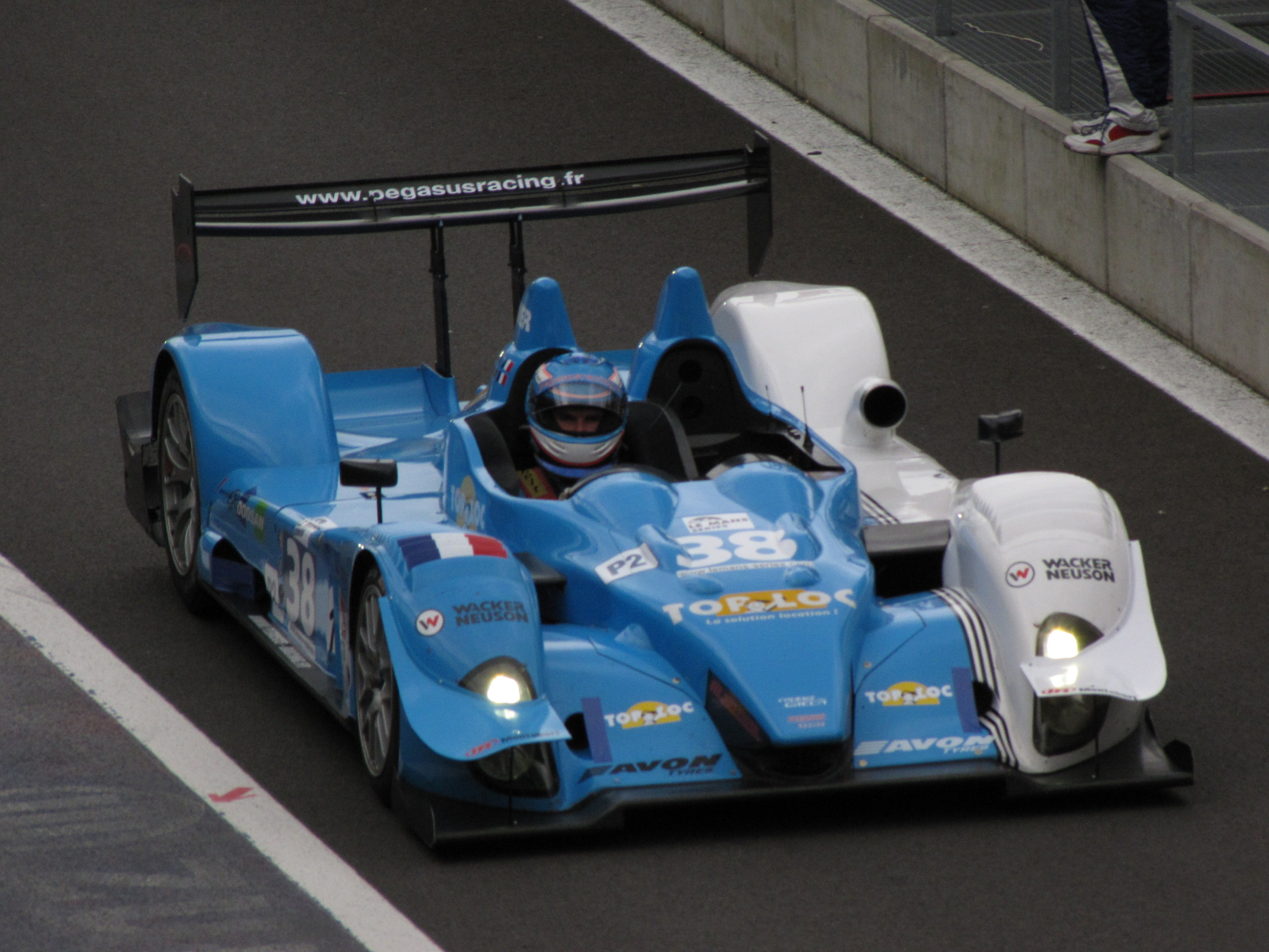
La sortie de piste de la Courage LC75 de Pegasus Racing (ici avec Julien Schell au volant) est à l'origine de la seconde neutralisation.

Aston Martin Racing, vainqueur des 1 000 kilomètres de Catalogne grâce à la no 007, mène le championnat LMP1 avec 10 points, soit deux de plus que la Pescarolo no 16. Dans la catégorie LMP2, la Lola no 30 du Racing Box est en tête devant la Zytek du Quifel ASM Team. En GT1, IPB Spartak Racing (Lamborghini Murciélago R-GT) mène les débats devant le Luc Alphand Aventures (Chevrolet Corvette C6.R). Enfin, la catégorie GT2 est menée par la Porsche 997 GT3 RSR no 77 du Team Felbermayr Proton, devant la Ferrari F430 GTC du JMW Motorsport.

### Première course pour l'Oreca 01et laLamborghini Gallardo LP560 GT2
Le 6 mai, Oreca présente la nouvelle décoration de sa 01. Proche de celle de l'année précédente, la livrée est inspirée des œuvres du peintre hollandais Piet Mondrian. L'Oreca 01 aura également son nouveau kit aérodynamique. Pour Hugues de Chaunac, le patron de l'écurie, l'épreuve de Spa est une opportunité de plus pour s’entraîner avant les 24 Heures du Mans : « Spa, c’est une étape capitale. C’est en quelque sorte une demi-finale avant Le Mans. Cette épreuve va nous montrer si nous sommes bien en place avant la course de l’année. Nous allons savoir où nous sommes par rapport à la concurrence. Nous voulons réussir nos débuts avec la Oreca 01. Nous allons nous étalonner ». Le pilote français Nicolas Lapierre ne cache pas ses ambitions : « Un bon résultat nous donnerait un coup de boost avant les 24 Heures. C’est important de ne pas faire de faute, de réaliser un week-end parfait. Avec la nouvelle voiture nous avons un plus grand potentiel en performance pure et une plage de réglages plus grande. Nous avons fait un grand pas en avant et il faut le concrétiser par une excellente prestation. Nous voulons monter sur le podium. Avec Olivier, nous avons à cœur de faire oublier la déception de Barcelone. Tous les éléments sont réunis pour briller ! »
La Lamborghini Gallardo LP560 GT2 développée et exploitée par le Reiter Engineering participe à sa première course à l'occasion des 1 000 kilomètres de Spa. À la fin du mois de mars, l'équipe a testé la voiture sur le Salzburgring où elle était pilotée par Peter Kox et Roman Rusinov. Les deux pilotes ont dû composer avec une météo neigeuse. L'écurie allemande s'est ensuite rendue sur le circuit Paul-Ricard dans le cadre des Test Days du championnat FIA GT. Cette fois, Christophe Bouchut et Albert von Thurn und Taxis ont piloté la voiture. Pour Hans Reiter, le patron de l'équipe, la voiture devrait être suffisamment fiable pour la manche de Spa : « Ce n’est pas irréaliste de penser que l’auto tiendra 1 000 kilomètres en course si nous poursuivons les essais. C’est pour cela que nous allons accentuer les tests avant de faire débuter la Gallardo aux 1 000 kilomètres de Spa ».

### Engagement limité pour Peugeot en Le Mans Series
Début février, Peugeot annonce son programme sportif qui compte, en plus des 24 Heures du Mans, uniquement les 1 000 kilomètres de Spa et les 12 Heures de Sebring, sans toutefois fermer définitivement la porte à un autre engagement en Le Mans Series. Il semble acquis que l'évolution du programme dépendra du résultat aux 24 Heures du Mans.
Mais alors que trois châssis devaient être engagés à la manche de Spa, seuls deux y participent. Selon Olivier Quesnel, l'engagement d'une troisième voiture engendrerait un effort humain supplémentaire qui nuirait à la préparation des 24 Heures du Mans : « Il ne s’agit pas d’un retard dans notre préparation ou notre travail mais d’un ajustement dans notre organisation. La priorité reste Le Mans et je ne souhaite pas que l’équipe s’épuise à préparer trois voitures pour cette course de Spa d’autant que notre programme d’essais de simulation d’endurance se poursuit. Nous avons donc choisi six pilotes, sélectionnés en fonction de leur kilométrage respectif au volant de la 908 HDi FAP »,.
Cependant, lors d'une conférence de presse, Peugeot Sport et Olivier Quesnel assurent pouvoir être présents à Portimão et espèrent un engagement au Petit Le Mans en fin d'année : « Nous sommes sûrs d’être à Portimão avec deux voitures et nous espérons également être en mesure de nous rendre au Petit Le Mans ». Le programme 2009 du constructeur français ne se limitait auparavant qu'à trois manches,.

### Évolution des voitures
Peugeot Sport n'apporte aucun changement aérodynamique à ses 908 HDi FAP. Les deux prototypes français roulent ce week-end dans la même configuration qu'aux 12 Heures de Sebring, si ce n'est l'ajout d'un lest de trente kilogrammes imposé par les nouvelles équivalences,,,,.
L'écurie Spyker Squadron profite de la manche spadoise pour apporter des évolutions à sa C8 Laviolette GT2-R. Un nouvel aileron et une nouvelle boîte à air censée améliorer le couple moteur font leur apparition. Le pilote tchèque Jarek Janiš, déjà absent à l'occasion des 1 000 kilomètres de Catalogne, l'est également pour la manche de Spa en raison d'une inflammation de la mâchoire. Ses médecins lui ont déconseillé de participer à la course. Les pilotes Tom Coronel et Peter Dumbreck feront donc sans lui au volant de la Spyker,,.
Chez Pescarolo Sport, la voiture no 16 a déjà reçu son nouveau kit aérodynamique lors de la manche inaugurale catalane. À Spa, la seconde auto le reçoit également. Dans la catégorie LMP2, Oak Racing, qui engage deux Pescarolo 01, a également modifié l'aérodynamique de l'une de ses voitures (la no 35). Le coût d'une telle modification est estimé à environ 200 000 €,. En plus de cette évolution, l'écurie est dorénavant observée de près par Mazda North America.
Quant au manufacturier Michelin, il apporte des pneumatiques avec un nouveau type de gomme (lisse et pluie) pour la totalité du plateau des LMP1. En LMP2, les concurrents auront également le droit à de nouveaux pneus lisses à gomme medium. Pour Matthieu Bonardel, responsable de la compétition chez Michelin, l'objectif est de proposer un pneumatique pouvant monter plus rapidement en température, tout en ayant une durée d'utilisation supérieure à celui de 2008 : « Nous ne voulions pas mettre des gommes plus dures, nous voulions garder le niveau de performance de 2008. Il a donc fallu revoir, en profondeur, la structure du pneu, car le garder plus longtemps à 100 °C abîme davantage sa structure. D'où le renforcement des matériaux la composant. Au niveau du règlement, la contrainte de la charge aéro n'a pas forcément changé, car à la diminution de la taille de l'aileron arrière est venu s'ajouter le lest supplémentaire de 30 kg ».

### Écuries et pilotes engagés, derniers préparatifs
Après un violent accident survenu de nuit lors d'une séance d'essais sur le circuit d'Algarve, la Ferrari F430 GTC de l'écurie Team Modena a dû être réparée dans les locaux de Michelotto en Italie. Malgré cette sortie de piste, le pilote Leo Mansell est indemne. Graham Schultz, le manager de l'écurie en profite pour s'exprimer sur ces essais et sur la voiture qui n'est pas encore totalement appréhendée : « Nos essais avec la Ferrari sur le nouveau circuit portugais de l’Algarve ont été très productifs. Nous sommes encore en phase d’apprentissage de la Ferrari et nous avons été en mesure d’apporter des améliorations. Nous avons eu l’opportunité de tester la nuit, mais Leo est sorti de la piste dans l’obscurité et la voiture a été très endommagée à l’arrière ». La voiture arrive dans le paddock du circuit dans la nuit de jeudi à vendredi, de quoi pouvoir commencer les essais libres dans les temps,. Dans la catégorie LMP2, l'écurie Speedy Racing Team Sebah a connu une mésaventure similaire lors des essais de pré-saison qui avaient lieu fin avril au circuit Bugatti. La Lola B08/80 no 33 était sortie de la piste au niveau de l'entrée de la passerelle Dunlop. Alors que la monocoque a été abîmée, l'équipe et Lola sont parvenues à préparer la voiture dans les temps pour la manche de Spa.
Quelques jours avant le début de l'épreuve, la liste des engagés fait état de plusieurs changements. Narain Karthikeyan est titulaire pour piloter l'Audi R10 TDI no 14 de Kolles, qu'il découvrira. Il est associé à Andy Meyrick et Charles Zwolsman. Michael Krumm initialement inscrit ne pilotera donc pas pour l'écurie autrichienne. À bord de la no 14, l'équipage composé de Christijan Albers et Christian Bakkerud est renforcé par l'arrivée de Giorgio Mondini. Lucas di Grassi et Nicolas Kiesa, présents sur la première liste des engagés, sont également absents. Dans la catégorie LMP2, l'Espagnol Máximo Cortés pilotera pour la deuxième fois consécutive en compagnie de Pierre Combot pour le compte de l'écurie Q8 Oils Hache Team. L'écurie britannique Team LNT présente à Silverstone en 2008 est de retour pour la manche de Spa.
Déjà faiblement garnie après la parution de la première liste des inscrits, la catégorie GT1 est touchée par deux retraits. Les deux Saleen S7-R de Larbre Compétition et ARC Bratislava déclarent forfait. Cette dernière devait être pilotée par deux pilotes belges. Le Jetalliance Racing non inscrit à l'année est présent à Spa avec son Aston Martin DBR9 pour s'entraîner et préparer les 24 Heures du Mans,. La catégorie GT1 voit également l'écurie IPB Spartak Racing perdre son partenaire principal. Le pilote russe Roman Rusinov est mis sur la touche ; il est remplacé par Filip Salaquarda et Erik Janiš,. En revanche, la catégorie GT2 voit l'arrivée d'un concurrent supplémentaire, la Porsche 997 GT3 RSR de Prospeed Competition, qui sera pilotée par Paul Daniels et Markus Palttala. Du côté du Team Modena, Jaime Melo épaule Antonio García et Leo Mansell. Chez Hankook Team Farnbacher, Pierre Kaffer et Allan Simonsen rouleront à deux. En ce qui concerne JMB Racing, Manuel Rodrigues et John Hartshorne devaient piloter à deux la Ferrari, mais ils sont rejoints par le Bulgare Plamen Kralev.

## Essais libres

### Première séance, le vendredi de16h30à18h
| Pos. | Classe | N° | Équipe                  | Temps                        | Tours |
| ---- | ------ | -- | ----------------------- | ---------------------------- | ----- |
| 1    | LMP1   | 9  | Team Peugeot Total      | 2 min 6 s 740 (au 4e tour)   | 27    |
| 2    | LMP1   | 11 | Oreca                   | 2 min 6 s 740 (au 3e tour)   | 19    |
| 3    | LMP1   | 10 | Oreca                   | 2 min 6 s 846 (au 4e tour)   | 10    |
| 9    | LMP2   | 25 | RML                     | 2 min 11 s 920 (au 16e tour) | 16    |
| 13   | LMP2   | 32 | Team Barazi Epsilon     | 2 min 13 s 644 (au 4e tour)  | 23    |
| 14   | LMP2   | 40 | Quifel ASM Team         | 2 min 13 s 912 (au 22e tour) | 22    |
| 19   | GT1    | 55 | IPB Spartak Racing      | 2 min 19 s 722 (au 5e tour)  | 21    |
| 25   | GT1    | 72 | Luc Alphand Aventures   | 2 min 22 s 658 (au 3e tour)  | 19    |
| 43   | GT1    | 66 | Jetalliance Racing      | 2 min 34 s 144 (au 6e tour)  | 21    |
| 27   | GT2    | 91 | FBR                     | 2 min 24 s 488 (au 5e tour)  | 19    |
| 29   | GT2    | 89 | Hankook Team Farnbacher | 2 min 25 s 584 (au 4e tour)  | 24    |
| 30   | GT2    | 92 | JMW Motorsport          | 2 min 26 s 530 (au 5e tour)  | 21    |

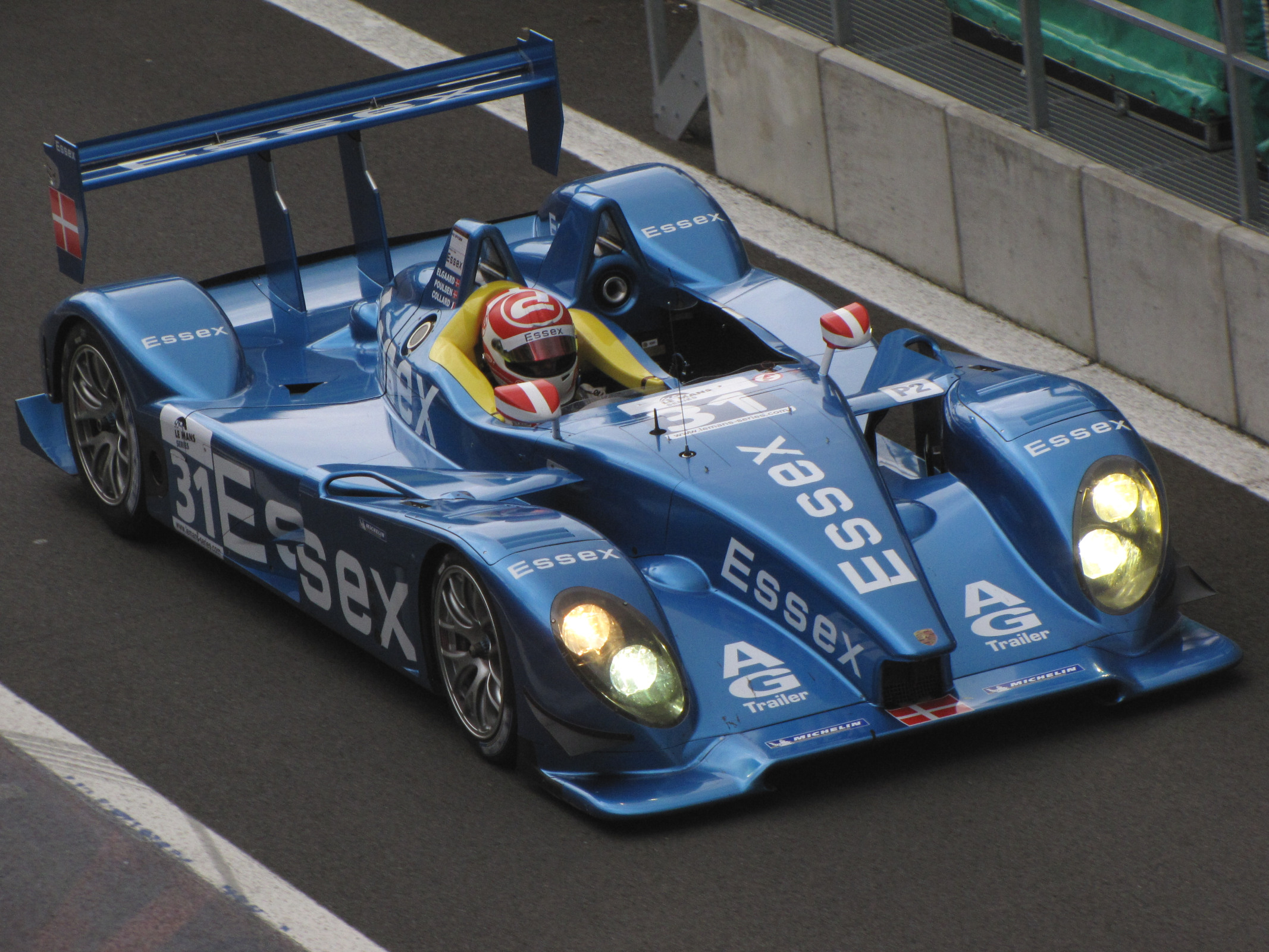
La Porsche RS Spyder Evo du Team Essex (ici avec Kristian Poulsen au volant) n'obtient que le huitième temps lors de cette séance.

Sous un ciel nuageux, les cinquante-et-une voitures prennent la piste. Au bout de quelques minutes une fine pluie tombe sur le circuit. En conséquence de quoi un grand nombre de concurrents obtiennent leur meilleur temps au début de la séance. C'est le cas de l'Oreca 01 no 11 pilotée par Nicolas Lapierre, qui contre toute attente, est rejointe dans le même millième, au tour suivant, par la Peugeot 908 HDi FAP no 9 de Marc Gené en 2 min 6 s 740. À la troisième place, la seconde Oreca est à 106 millièmes. La Pescarolo 01 no 16 est dans la même seconde, avec un temps de 2 min 6 s 930. En quatrième position, la Peugeot no 7 ne fait pas mieux que 2 min 7 s 658. Le Strakka Racing se classe sixième et la première Lola B09/60-Aston Martin, celle de Harold Primat, Miguel Ramos et Darren Turner, est septième. Les écarts se creusent à partir du huitième rang, puisque la Pescarolo no 17 est à trois secondes du meilleur temps. La Lola B08/60 no 13, la Courage-Oreca LC70E de Signature et la Lola-Aston Martin no 007 sont quant à elles reléguées à près de six secondes. Cette dernière est à l'origine de la première interruption, sous drapeau rouge, de la séance, lorsque Darren Turner voit l'une des roues de sa voiture se détacher. La pluie s'efface peu à peu quinze minutes avant la fin du chronométrage,.
Dans la catégorie LMP2, la séance est entièrement dominée par la Lola B08/80 de Thomas Erdos et Mike Newton, l'équipage se classant en outre au vingt-cinquième rang du classement général. La Zytek 07S/2 du Team Barazi Epsilon est deuxième, à plus d'une seconde et demie. La Ginetta-Zytek de Quifel ASM Team et la première Lola du Racing Box (no 30) sont respectivement troisième et quatrième (2 min 14 s 748). La Porsche RS Spyder Evo du Team Essex est retardée par un contact avec la Pescarolo de Jacques Nicolet, ce qui occasionne un changement de capot avant ; par conséquent, elle n'obtient que le huitième chrono (2 min 20 s 180). La Lola du Speedy Racing Team Sebah est retardée par une boîte de vitesses récalcitrante et ne peut faire mieux que quinzième, en 2 min 34 s, soit un temps qui la situe à vingt-deux secondes du premier. José Ibañez, à bord de la Courage LC75 no 28, sort de la piste et provoque une seconde neutralisation sous drapeau rouge,,.
En GT1, la Lamborghini Murciélago R-GT obtient le meilleur temps devant la Chevrolet Corvette C6.R qui en fin de séance rentre derrière une dépanneuse, au ralenti. L'Aston Martin DBR9 est reléguée à quinze secondes de la Lamborghini. En GT2, les Ferrari F430 GTC, très dominatrices, occupent les six premières places du classement. Le Farnbacher Racing réalise même un doublé, avec la no 91 et la no 89. Les tenants du titre, Gianmaria Bruni et Robert Bell, sont troisièmes (2 min 26 s 530). La Ferrari du Team Modena qui s'était accidentée lors d'une séance d'essais privés en Algarve est quatrième (2 min 26 s 716). Les Ferrari no 90 et no 96 sont respectivement cinquième (2 min 27 s 080) et sixième (2 min 27 s 098). En septième position, la Spyker C8 Laviolette GT2-R fait mieux que la première des Porsche (2 min 28 s 816). Cette dernière (IMSA Performance) est huitième, en 2 min 29 s 132. Quant à la Lamborghini Gallardo LP560 GT2 absente en Catalogne, elle obtient le dernier temps de la catégorie, à vingt secondes,,.

### Deuxième séance, le samedi de9h45à10h45
| Pos. | Classe | N°  | Équipe                   | Temps                        | Tours |
| ---- | ------ | --- | ------------------------ | ---------------------------- | ----- |
| 1    | LMP1   | 16  | Pescarolo Sport          | 2 min 2 s 989 (au 17e tour)  | 18    |
| 2    | LMP1   | 13  | Speedy Racing Team Sebah | 2 min 3 s 515 (au 18e tour)  | 20    |
| 3    | LMP1   | 007 | Aston Martin Racing      | 2 min 3 s 774 (au 7e tour)   | 11    |
| 15   | LMP2   | 31  | Team Essex               | 2 min 7 s 557 (au 20e tour)  | 20    |
| 16   | LMP2   | 29  | Racing Box               | 2 min 8 s 590 (au 11e tour)  | 17    |
| 17   | LMP2   | 40  | Quifel ASM Team          | 2 min 9 s 437 (au 6e tour)   | 18    |
| 30   | GT1    | 72  | Luc Alphand Aventures    | 2 min 19 s 428 (au 10e tour) | 17    |
| 31   | GT1    | 55  | IPB Spartak Racing       | 2 min 20 s 988 (au 18e tour) | 19    |
| 35   | GT1    | 66  | Jetalliance Racing       | 2 min 23 s 525 (au 8e tour)  | 16    |
| 32   | GT2    | 77  | Team Felbermayr Proton   | 2 min 21 s 180 (au 9e tour)  | 18    |
| 33   | GT2    | 92  | JMW Motorsport           | 2 min 22 s 448 (au 11e tour) | 20    |
| 34   | GT2    | 76  | IMSA Performance         | 2 min 22 s 757 (au 9e tour)  | 16    |

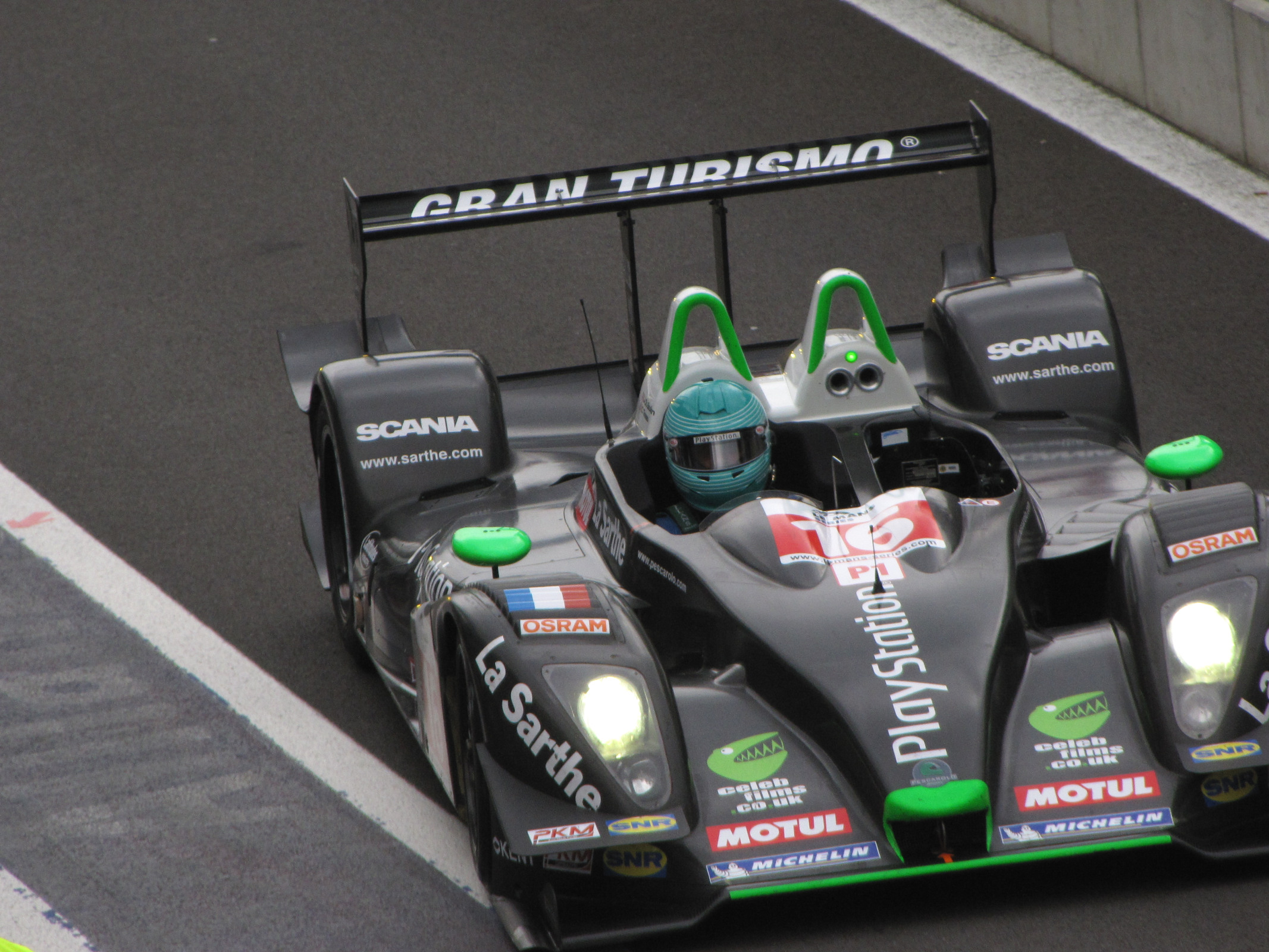
À bord de la Pescarolo 01 no 16, Jean-Christophe Boullion (ici lors de la première séance), parvient à prendre le meilleur sur Tomáš Enge en fin de deuxième séance.

Tomáš Enge (Lola-Aston Martin no 007) obtient un temps de 2 min 3 s 774 dès son septième tour. Il faut attendre les dernières secondes, pour voir Jean-Christophe Boullion à bord de la Pescarolo no 16 le déloger de la première place. Marcel Fässler (Lola no 13) améliore également en fin de séance (2 min 3 s 515). Ainsi, Enge descend au troisième rang. Darren Turner (Lola-Aston Martin no 009) est quatrième en 2 min 4 s 167. L'Audi R10 TDI de Giorgio Mondini est cinquième, tout juste devant (deux millièmes) Robbie Kerr sur la Ginetta-Zytek du Team LNT. Aux mains de Simon Pagenaud, la première 908 HDi FAP est septième (2 min 4 s 370), la seconde, avec Alexander Wurz, est neuvième (2 min 4 s 459), s’intercalant entre l'Oreca 01 de Nicolas Lapierre sur la no 11, huitième en 2 min 4 s 443, et la Ginetta-Zytek de Danny Watts en 2 min 4 s 603. La seconde Oreca est onzième avec Bruno Senna, en 2 min 4 s 885,.

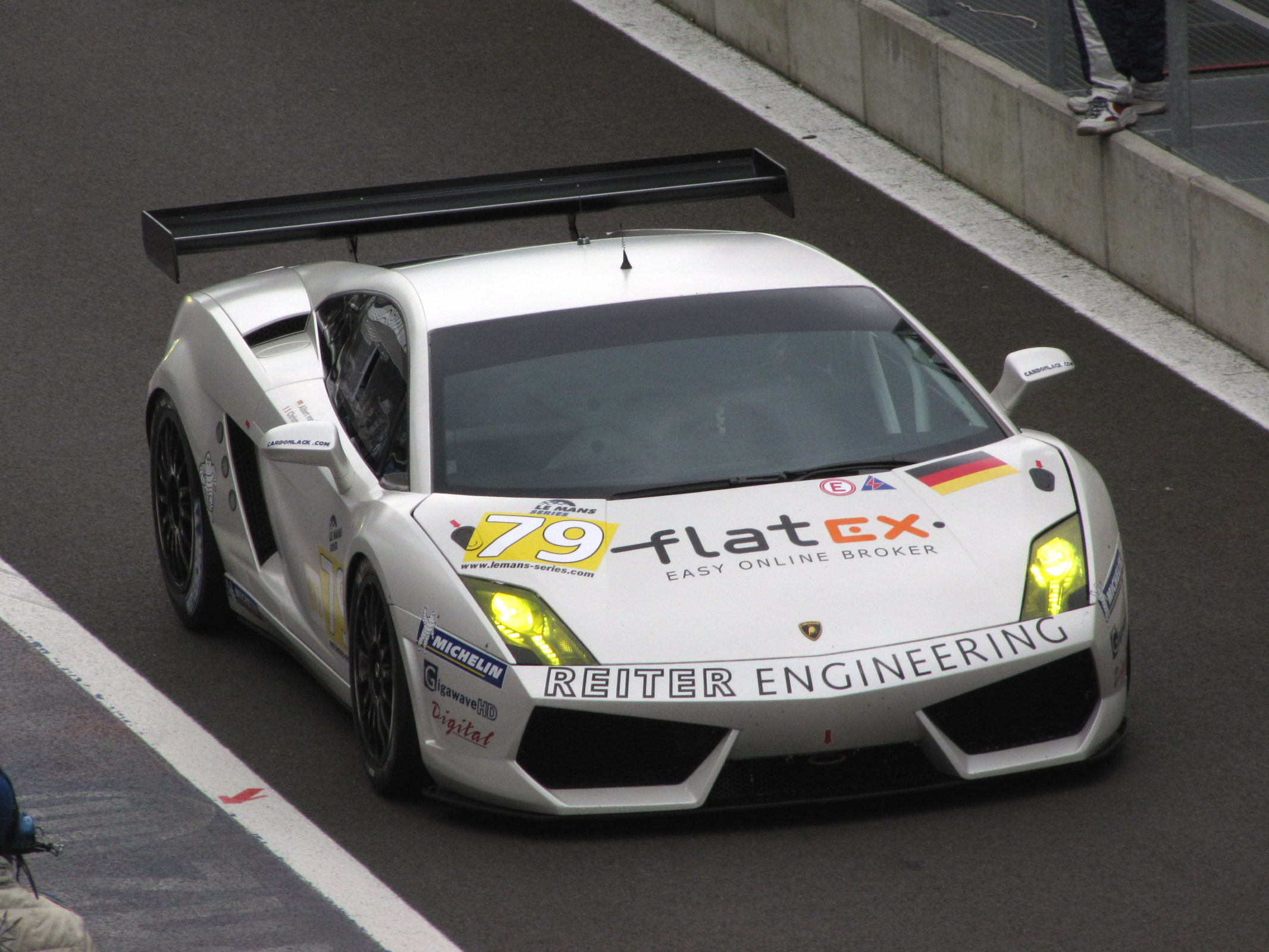
En deuxième séance, Christophe Bouchut (ici lors de la première séance) sort de la piste et ne parvient pas faire évoluer la Lamborghini Gallardo LP560 GT2 dans la hiérarchie.

En LMP2, la Porsche no 31, avec Casper Elgaard à son volant, obtient le meilleur temps en fin de séance en devançant la Lola no 29 du Racing Box (Giacomo Piccini). Olivier Pla place la Ginetta-Zytek de Quifel ASM Team en troisième position, devant Jonny Kane, sur la Lola du Speedy Racing Team Sebah (2 min 10 s 106). Cinquième place pour la seconde Lola du Racing Box (2 min 10 s 227) et sixième temps pour la Zytek du GAC Racing Team, en 2 min 10 s 639. Dans les cinq premières minutes, Mike Newton sort de la piste et endommage la partie avant de la voiture. La séance est interrompue sous drapeau rouge et la Lola du RML ne bouclera qu'un seul tour,.
Dans la catégorie GT1, la Chevrolet Corvette de Luc Alphand Aventures obtient le meilleur temps avec Yann Clairay. Elle devance la Lamborghini et l'Aston Martin. En GT2, la Porsche d'IMSA Performance pilotée par Patrick Pilet, se hisse rapidement en haut de la feuille des temps, avant d'être devancée par Marc Lieb à bord de la Porsche du Team Felbermayr Proton et par la Ferrari du JMW Motorsport, pilotée par Gianmaria Bruni. La Spyker n'effectue que cinq tours, suffisamment rapide pour se hisser au milieu du peloton, soit au neuvième rang en 2 min 27 s 121. Elle précède : la Porsche de Prospeed Competition (2 min 27 s 630), la seconde Porsche du Team Felbermayr Proton (2 min 28 s 048), ainsi que les Ferrari des écuries JMB Racing (2 min 28 s 197), Easyrace (2 min 28 s 492) et Virgo Motorsport (2 min 29 s 934). Enfin, après une demi-heure de séance, Christophe Bouchut, qui pilote la Lamborghini du Reiter Engineering, sort violemment de la piste au niveau des Combes, où il endommage la partie avant. La séance est de nouveau interrompue sous drapeau rouge. Le Français n'a pu faire mieux qu'un tour chronométré en 2 min 34 s 099. Quant à la Ferrari du Team Modena, elle ne boucle que trois tours, dont le meilleur en 2 min 55 s 707, avec Jaime Melo,.

## Qualifications
| Pos. | Classe | N°  | Équipe                   | Pilote                   | Temps          | Grille |
| ---- | ------ | --- | ------------------------ | ------------------------ | -------------- | ------ |
| 1    | LMP1   | 7   | Team Peugeot Total       | Simon Pagenaud           | 2 min 1 s 056  | 1      |
| 2    | LMP1   | 9   | Team Peugeot Total       | Alexander Wurz           | 2 min 1 s 082  | 2      |
| 3    | LMP1   | 009 | Aston Martin Racing      | Darren Turner            | 2 min 2 s 488  | 3      |
| 4    | LMP1   | 10  | Oreca                    | Bruno Senna              | 2 min 2 s 570  | 4      |
| 5    | LMP1   | 16  | Pescarolo Sport          | Jean-Christophe Boullion | 2 min 2 s 674  | 5      |
| 6    | LMP1   | 13  | Speedy Racing Team Sebah | Marcel Fässler           | 2 min 3 s 022  | 6      |
| 7    | LMP1   | 22  | Team LNT                 | Robbie Kerr              | 2 min 3 s 598  | 7      |
| 8    | LMP1   | 17  | Pescarolo Sport          | Bruce Jouanny            | 2 min 4 s 390  | 8      |
| 9    | LMP1   | 14  | Kolles                   | Narain Karthikeyan       | 2 min 4 s 478  | 9      |
| 10   | LMP1   | 12  | Signature                | Pierre Ragues            | 2 min 4 s 614  | 10     |
| 11   | LMP1   | 15  | Kolles                   | Christijan Albers        | 2 min 4 s 630  | 11     |
| 12   | LMP2   | 31  | Team Essex               | Casper Elgaard           | 2 min 7 s 918  | 12     |
| 13   | LMP2   | 33  | Speedy Racing Team Sebah | Xavier Pompidou          | 2 min 8 s 446  | 13     |
| 14   | LMP2   | 30  | Racing Box               | Matteo Bobbi             | 2 min 8 s 600  | 14     |
| 15   | LMP2   | 40  | Quifel ASM Team          | Olivier Pla              | 2 min 8 s 850  | 15     |
| 16   | LMP2   | 41  | GAC Racing Team          | Karim Ojjeh              | 2 min 9 s 326  | 16     |
| 17   | LMP2   | 32  | Team Barazi Epsilon      | Fernando Rees            | 2 min 9 s 662  | 17     |
| 18   | LMP2   | 35  | Oak Racing               | Matthieu Lahaye          | 2 min 11 s 244 | 28     |
| 19   | LMP2   | 37  | WR Salini                | Tristan Gommendy         | 2 min 11 s 874 | 18     |
| 20   | LMP1   | 3   | Scuderia Lavaggi         | Giovanni Lavaggi         | 2 min 12 s 506 | 19     |
| 21   | LMP2   | 39  | KSM                      | Hideki Noda              | 2 min 12 s 876 | 31     |
| 22   | LMP2   | 43  | Q8 Oils Hache Team       | Máximo Cortés            | 2 min 14 s 256 | 20     |
| 23   | LMP2   | 38  | Pegasus Racing           | Julien Schell            | 2 min 17 s 026 | 21     |
| 24   | GT1    | 66  | Jetalliance Racing       | Alex Müller              | 2 min 17 s 344 | 22     |
| 25   | LMP2   | 24  | Oak Racing               | Jacques Nicolet          | 2 min 17 s 834 | 23     |
| 26   | GT1    | 55  | IPB Spartak Racing       | Peter Kox                | 2 min 18 s 242 | 24     |
| 27   | LMP2   | 28  | Ibañez Racing Service    | William Cavailhès        | 2 min 19 s 258 | 37     |
| 28   | GT1    | 72  | Luc Alphand Aventures    | Yann Clairay             | 2 min 19 s 680 | 25     |
| 29   | LMP1   | 11  | Oreca                    | Nicolas Lapierre         | 2 min 21 s 146 | 26     |
| 30   | GT2    | 77  | Team Felbermayr Proton   | Marc Lieb                | 2 min 21 s 870 | 27     |
| 31   | GT2    | 76  | IMSA Performance         | Patrick Pilet            | 2 min 22 s 012 | 29     |
| 32   | GT2    | 84  | Team Modena              | Jaime Melo               | 2 min 22 s 698 | 51     |
| 33   | LMP2   | 29  | Racing Box               | Giacomo Piccini          | 2 min 22 s 858 | 30     |
| 34   | LMP2   | 42  | Ranieri Randaccio        | Ranieri Randaccio        | 2 min 23 s 044 | 44     |
| 35   | GT2    | 92  | JMW Motorsport           | Rob Bell                 | 2 min 23 s 148 | 32     |
| 36   | GT2    | 89  | Hankook Team Farnbacher  | Pierre Kaffer            | 2 min 23 s 232 | 33     |
| 37   | GT2    | 91  | FBR                      | Andrea Montermini        | 2 min 23 s 656 | 34     |
| 38   | GT2    | 87  | Drayson Racing           | Jonny Cocker             | 2 min 23 s 694 | 35     |
| 39   | GT2    | 90  | FBR                      | Dominik Farnbacher       | 2 min 23 s 758 | 36     |
| 40   | GT2    | 85  | Spyker Squadron          | Peter Dumbreck           | 2 min 25 s 088 | 38     |
| 41   | GT2    | 94  | Prospeed Competition     | Markus Palttala          | 2 min 26 s 260 | 39     |
| 42   | GT2    | 78  | Advanced Engineering     | Matt Griffin             | 2 min 26 s 448 | 40     |
| 43   | GT2    | 96  | Virgo Motorsport         | Michael Vergers          | 2 min 26 s 892 | 41     |
| 44   | GT2    | 81  | Easyrace                 | Giampaolo Tenchini       | 2 min 27 s 024 | 42     |
| 45   | GT2    | 88  | Team Felbermayr Proton   | Christian Ried           | 2 min 27 s 672 | 43     |
| 46   | GT2    | 99  | JMB Racing               | Manuel Rodrigues         | 2 min 27 s 926 | 45     |
| 47   | LMP2   | 26  | Bruichladdich Bruneau    | Tim Greaves              | 3 min 37 s 296 | 49     |
| 48   | LMP1   | 23  | Strakka Racing           | Danny Watts              | 3 min 55 s 058 | 47     |
| 49   | LMP1   | 007 | Aston Martin Racing      | pas de temps             | pas de temps   | 46     |
| 50   | LMP2   | 25  | RML                      | pas de temps             | pas de temps   | 48     |
| 51   | GT2    | 79  | Reiter Engineering       | pas de temps             | pas de temps   | 50     |

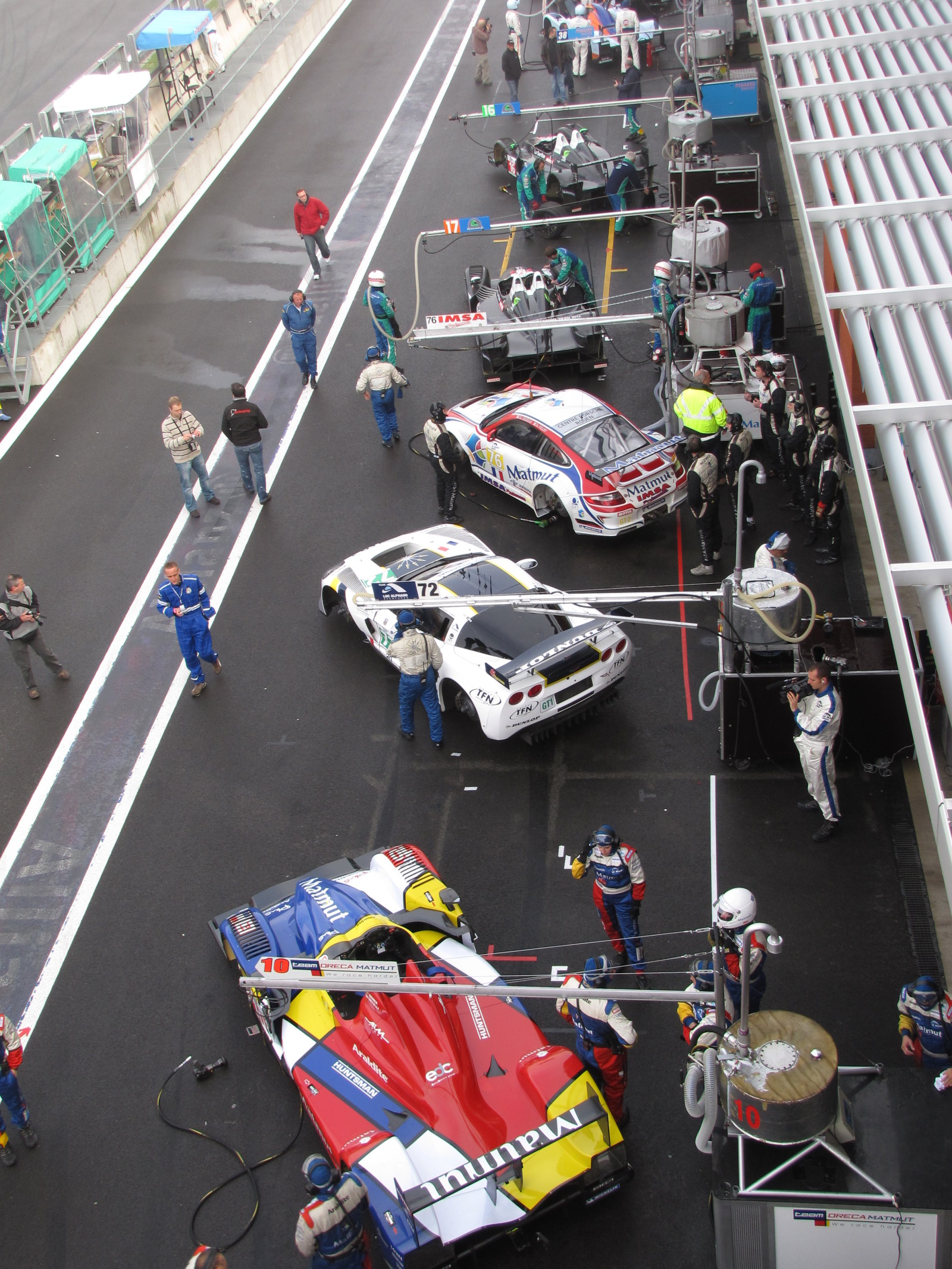
Les écuries attendent en vue d'une séance de warm-up qui est finalement annulée à cause du brouillard.

En qualifications, les Peugeot de Simon Pagenaud et d'Alexander Wurz obtiennent les deux meilleurs temps. La pole position de Pagenaud est plus lente de près de trois secondes par rapport à 2008. Cette baisse de performance générale des LMP1 s'explique notamment par la réduction de la taille de l'aileron arrière. Qualifié troisième, Darren Turner ne peut faire mieux que 2 min 2 s 488 avec la Lola B09/60-Aston Martin no 009, motorisée en essence. La seconde Lola-Aston Martin, la no 007 pilotée par Tomáš Enge, se retrouve arrêtée sur le circuit après être partie en tête-à-queue au virage de la Source ; elle ne signera aucun temps durant la séance. D'après l'équipe, de l'huile se serait répandue sur les pneumatiques arrière à la suite d'un problème moteur. Au même endroit, Danny Watts (Ginetta-Zytek no 23) est en proie à divers soucis de fiabilité avec sa voiture, qui finit par être poussée par les commissaires. Ces deux incidents provoquent l'interruption de la séance sous drapeau rouge,.
Bruno Senna qualifie l'Oreca 01 no 10 en quatrième position, avec un temps de 2 min 2 s 570,,. Après le podium obtenu en Catalogne, son coéquipier Stéphane Ortelli s'exprime sur ses ambitions pour la course : « Nous sommes en bonne position sur la grille de départ avec la seconde ligne. La bagarre devrait être serrée avec les Pescarolo et les Lola Aston Martin. Avec le retour de Peugeot, je pense que nous pouvons viser la troisième place, voire mieux si les 908 ont des problèmes. Nous ne sommes que deux à piloter l’auto et je pense que cela peut être un avantage durant la course. Avec la nouvelle aéro, l’auto est très bien et elle est encore plus confortable à piloter. Nous sommes bien mieux en entrée de virage ». Il ajoute également que la vitesse de pointe de l'Oreca 01, légèrement inférieure comparée aux Lola-Aston Martin et aux Pescarolo, est compensée par les vitesses de passage en courbe : « Les écarts avec les Lola Aston Martin et les Pescarolo sont très réduits. Nous perdons un peu en ligne droite mais nous sommes mieux dans les courbes ». Quant à la no 11, pilotée par Nicolas Lapierre, elle tombe en panne sur le circuit, provoquant un nouveau drapeau rouge. Lorsque la séance touche à sa fin, Jean-Christophe Boullion améliore le temps de sa voiture pour le porter à 2 min 2 s 674, soit une cinquième position sur la grille. À moins d'une demi-seconde, Marcel Fässler prend la sixième place en 2 min 3 s 022,.

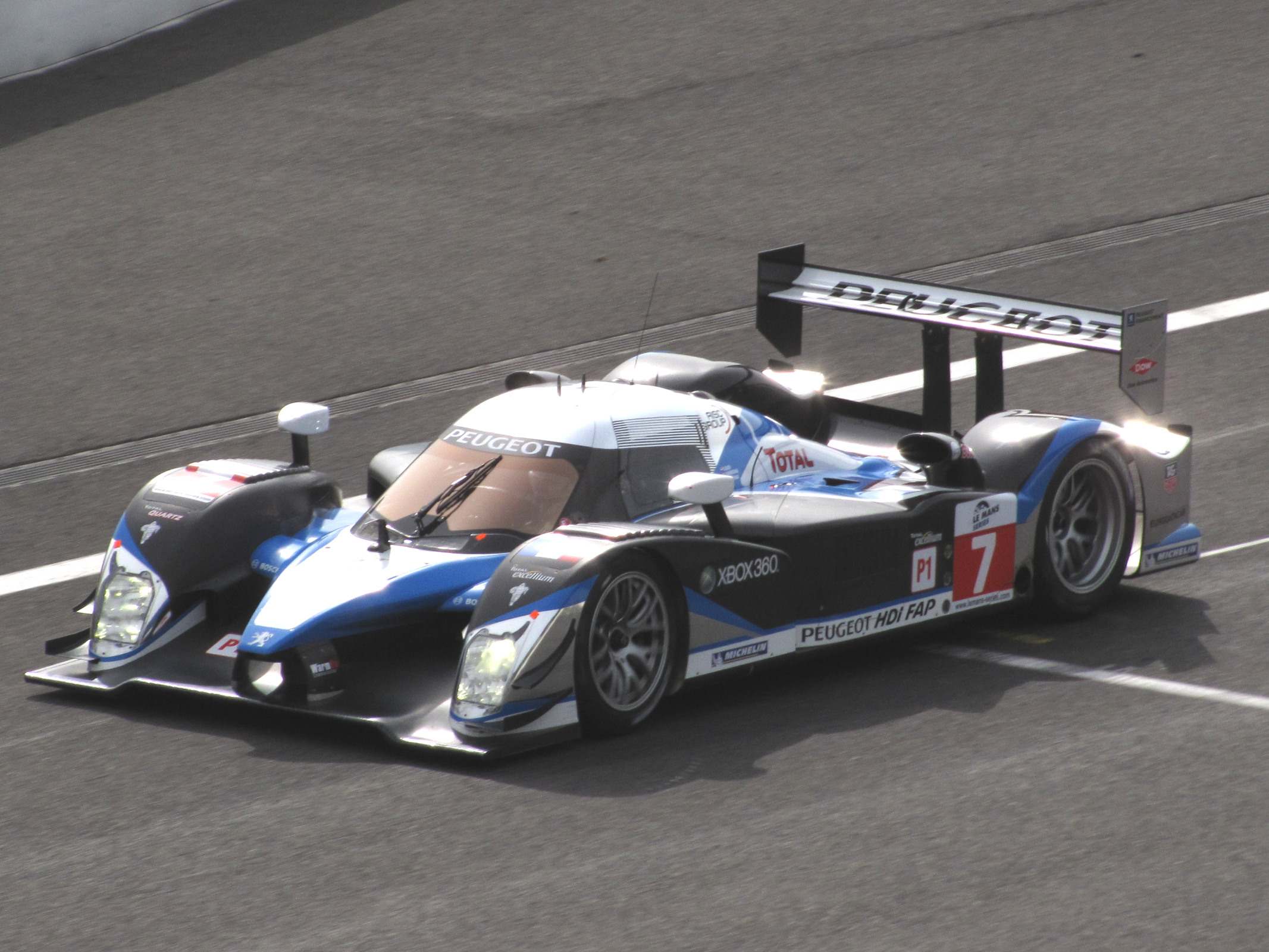
En qualifications, les Peugeot semblent intouchables.

Dans la catégorie LMP2, Casper Elgaard (Porsche RS Spyder Evo no 31) obtient la pole position ; il précède la Lola no 33 de Xavier Pompidou. En deuxième ligne, la Lola no 30 du Racing Box devance la Ginetta-Zytek no 40 d'Olivier Pla. Les cinquième et sixième temps sont à mettre au crédit des Zytek de Karim Ojjeh (no 41) et de Fernando Rees (no 32), à environ 3 dixièmes d'intervalle. La Radical SR9 n'effectue que trois tours de piste pendant la séance, avec un meilleur temps de 3 min 37 s 296 ; elle est ainsi qualifiée en quarante-septième position du classement général,.
En GT1, l'Aston Martin DBR9 de Jetalliance Racing semble plus à l'aise qu'aux essais libres (deux fois troisième) puisque Alex Müller s'empare de la pole position, devant Peter Kox (Lamborghini no 55) et Yann Clairay (Chevrolet Corvette no 72). Ces deux derniers sont relégués à près d'une seconde. En GT2, Marc Lieb permet au Team Felbermayr Proton et à Porsche de décrocher la pole. La Porsche d'IMSA Performance pilotée par Patrick Pilet complète la première ligne. Le Team Modena se contente d'une troisième place avec Jaime Melo. Il précède les Ferrari no 92, no 89, et no 91. L'unique Aston Martin V8 Vantage GT2 est septième grâce à Jonny Cocker. La Ferrari de l'écurie JMB Racing se classe dernière de la catégorie,. À l'issue des qualifications, un grand nombre de concurrents voient leurs temps annulés. La Ferrari F430 GTC du Team Modena est rétrogradée en fond de grille pour avoir été mesurée au-dessous du poids réglementaire. La Radical SR9 l'est également, les mécaniciens ayant effectués un changement de pneumatiques interdit après la séance. En outre, quatre équipes procèdent au changement du moteur de leur voiture avec la Pescarolo no 35 (Oak Racing), la Lola no 39 (KSM), la Courage no 28 (Ibañez Racing Service) et la Lucchini no 42 (Ranieri Randaccio). Elles sont pénalisées de dix places sur la grille de départ. Le lendemain, la séance de warm-up est annulée en raison de la présence de brouillard. Les écuries s’attellent donc à divers entraînements dans la voie des stands, comme des changements de pneumatiques ou de pilotes. L'annulation du warm-up pose un problème à certains pilotes qui n'ont pas beaucoup roulé, notamment dans les équipages constitués à trois, comme Harold Primat le laisse entendre : « l’auto est bien. Cependant, avec les drapeaux rouges, nous n’avons pas pu rouler autant que nous le voulions, sachant que nous sommes trois pilotes ». Pour Thomas Biagi, le pilote du Racing Box, la situation est également incongrue : « Je suis dépité car je n’ai fait que cinq tours depuis vendredi. Je comptais rouler ce matin mais le warm-up a été annulé »,.

## Course

### Déroulement de l'épreuve
À 12 h 45, alors que la Lavaggi LS1 est toujours dans son garage, plusieurs concurrents doivent s'élancer depuis la voie des stands. C'est le cas de la Lamborghini Gallardo LP 560 GT2 de Reiter Enginering, de la Lola B08/80 de RML et de la Lola B09/60-Aston Martin no 007, qui n'ont pas pu signer de temps pendant la séance de qualifications. La Ginetta-Zytek GZ09SB/2 du Strakka Racing et l'Oreca 01 no 11 partent également depuis la voie des stands, cette dernière étant pénalisée pour un changement de pneumatique entre les qualifications et la course,. À 12 h 48, deux voitures sont immobilisées sur la piste : la Pescarolo 01 no 24 qui ne parviendra pas à prendre le départ de la course et la Lavaggi,,. Si la course devait être lancée à 12 h 50,, le départ n'est donné qu'à 12 h 53. À bord de la Peugeot 908 HDi FAP no 7, Nicolas Minassian s'élance mieux que Marc Gené qui pilote la no 9. Au virage de la Source, la Pescarolo 01 no 16 de Jean-Christophe Boullion entre en contact avec la Lola B09/60-Aston Martin no 009 de Darren Turner et le Français part en tête-à-queue,,,. Turner repart au ralenti avec une crevaison. Bruno Senna qui pilote l'Oreca no 10, profite de cet incident pour passer troisième ; il est suivi par Marcel Fässler au volant de la Lola B08/60 no 13 parti septième sur la grille et Bruce Jouanny (Pescarolo 01 no 17). La Courage-Oreca LC70E de Signature étant arrêtée sur le circuit au niveau du virage des Combes après une sortie de piste de Franck Mailleux survenue pendant le tour de chauffe (12 h 51), la voiture de sécurité entre en piste à 12 h 54,,,. 12 h 57 : Les trois premiers de la catégorie LMP1 sont Minassian (Peugeot no 7), Gené (Peugeot no 9) et Senna (Oreca no 10). En LMP2, Xavier Pompidou à bord de la Lola B08/80 no 33 précède Olivier Pla au volant de la Ginetta-Zytek de Quifel ASM Team et Emmanuel Collard (Porsche RS Spyder Evo no 31). Peter Kox (Lamborghini Murciélago R-GT no 55) mène la catégorie GT1, tandis que Marc Lieb (Porsche 911 GT3 RSR (997) no 77) est en tête du GT2,. À 12 h 58, Darren Turner (Lola-Aston Martin no 009) arrive à son stand, tout comme Franck Mailleux (Courage-Oreca no 12),.

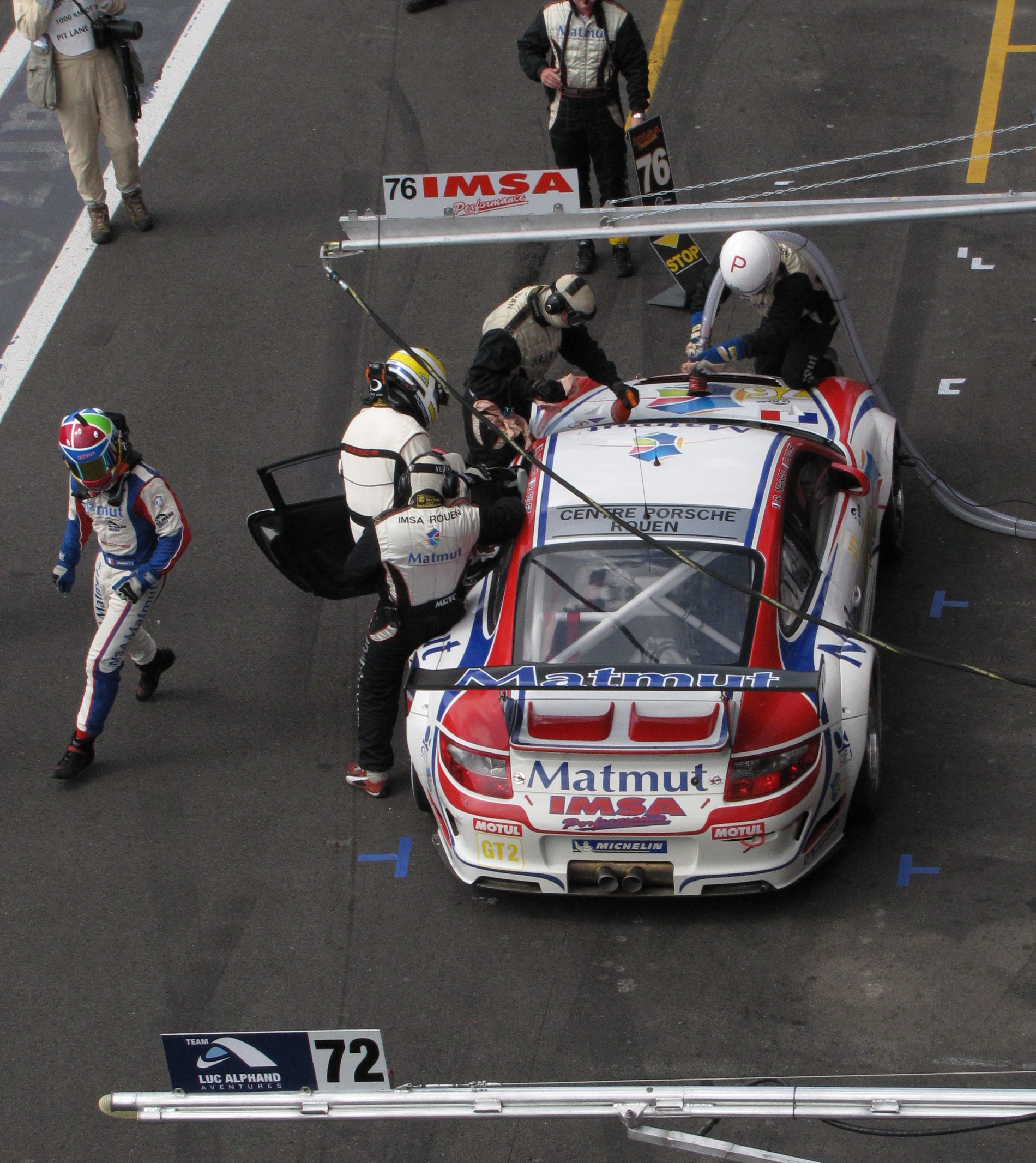
La Porsche d'IMSA Performance lors d'un arrêt aux stands, où Patrick Pilet relaie Raymond Narac.

À 13 h, la course reprend. Minassian est toujours en tête devant Gené, Senna, Fässler et Guy Smith (Ginetta-Zytek GZ09SB/2 no 22) qui vient de passer la Pescarolo no 17 de Jouanny. Quant à la Pescarolo no 16, elle est seizième après son accrochage du début de course (13 h 2),. La Lola-Aston Martin no 007 de Stefan Mücke, qui était partie en fond de grille, remonte peu à peu et se retrouve maintenant au vingt-cinquième rang du classement général, tandis que Nicolas Lapierre qui s'était qualifié en vingt-neuvième position a désormais gagné deux places. À 13 h 3, la Lucchini LMP2/08 de l'écurie Q8 Oils Hache Team, pilotée par Máximo Cortés, est poussée au fond de son garage pour une intervention des mécaniciens,. 13 h 4 : Nicolas Lapierre (Oreca no 11) est vingt-septième au classement général,. 13 h 5 : Le leader Nicolas Minassian (Peugeot no 7) a déjà parcouru quatre tours, il devance la Peugeot no 9 de 1 s 947. Dans la catégorie LMP2, Olivier Pla (Ginetta-Zytek no 40) s'empare de la première place,. Entre 13 h 7 et 13 h 9, Senna (Oreca no 10) et Fässler (Lola no 13) entament la descente vers le Raidillon de l'Eau Rouge côte à côte. Plus agressif, le Suisse parvient à prendre la troisième place à Senna, qui subit une crevaison sur le pneu arrière gauche quelques instants plus tard (13 h 10),,,. À 13 h 11, Minassian possède sept secondes d'avance sur la seconde Peugeot,. Les débris, dont la carcasse du pneumatique, laissés par la crevaison entraînent l'entrée en piste de la voiture de sécurité (13 h 12-13 h 13),. À cet instant, Bouillon s'arrête à son stand pour ravitailler et changer de pneumatiques, laissant à Fässler la troisième place du classement général derrière les deux Peugeot de tête,. 13 h 19 : Alors que la course est sous régime de voiture de sécurité depuis quelques minutes, Jaime Melo, le pilote de la Ferrari F430 GTC du Team Modena partie dernière, est maintenant sixième du GT2,.
La course reprend entre 13 h 21 et 13 h 22 tandis que Andy Meyrick (Audi R10 TDI no 14), Bruce Jouanny (Pescarolo no 17) et Stefan Mücke (Lola-Aston Martin no 007) arrivent au virage de la Source dans un trafic composé de plusieurs voitures de la catégorie GT2 ; Jouanny effectue un tête-à-queue et Meyrick percute Mücke. Jouanny, la Ferrari de JMB Racing et l'une des deux Porsche du Team Felbermayr Proton se retrouvent arrêtés au virage de la Source,. Mücke prend la sixième place à Nicolas Lapierre (Oreca no 11) trois minutes plus tard. 13 h 26 : Les deux Lola-Aston Martin sont remontées au cinquième et septième rang,. À 13 h 28, Jouanny rentre au stand car la suspension avant droite de sa Pescarolo est endommagée. 13 h 29 : Gené (Peugeot no 9) est revenu à trois secondes de Minassian (Peugeot no 7), Fässler (Lola no 13) est troisième à quinze secondes et Guy Smith (Ginetta-Zytek no 22) est quatrième à cinq secondes du Suisse,. À 13 h 32, seulement deux secondes séparent le premier de la catégorie GT2, Marc Lieb (Porsche no 77), du deuxième, Patrick Pilet (Porsche no 76),. 13 h 37 : Lapierre et Mücke dépassent Guy Smith (Ginetta-Zytek no 22), qui était bien accroché à la quatrième place derrière les deux Peugeot et la Lola de Fässler, alors qu'au même moment, Senna (Oreca no 10) part en tête-à-queue à deux reprises,,. 13 h 39 : Jouanny (Pescarolo no 17) reprend la piste en quarante-troisième position,. 13 h 40 : Fässler (Lola no 13) est toujours troisième, quinze secondes derrière les Peugeot. En LMP2, Xavier Pompidou (Lola B08/80 no 33) et Emmanuel Collard (Porsche RS Spyder Evo no 31) ne sont séparés que de 0,2 s à l'avantage de Collard, qui finit par se faire dépasser avant de reprendre son dû quelque instants après. À 13 h 41, Lapierre et Mücke sont au coude à coude et l'Allemand effectue un tout droit. Pendant ce temps, Fässler défend sa troisième place face à Turner (Lola-Aston Martin no 009), puis rentre aux stands pour ravitailler. 13 h 46 : La Porsche de Collard reprend le commandement de la catégorie LMP2 à Pompidou (Lola no 33),. 13 h 47 : L'Aston Martin DBR9 de Jetalliance Racing, en proie à divers problèmes de fiabilité, est dans son garage depuis de nombreuses minutes,. À 13 h 48, Minassian (Peugeot no 7) est toujours en tête avec dorénavant dix-sept secondes d'avance sur Gené (Peugeot no 9), Turner (Lola-Aston Martin no 009) est troisième à trente-six secondes,. Quatre minutes plus tard, les deux Lola-Aston Martin rentrent aux stands et ravitaillent. 13 h 53-13 h 57 : Les arrêts aux stands se succèdent, les deux Peugeot de Gené et Minassian ravitaillent alors que Minassian n'a que 0,998 s d'avance sur Bouillon (Pescarolo 01 no 16), 18 s 3 sur Christijan Albers (Audi no 15), 23 s 9 sur Gené (Peugeot no 9), 39 s 9 sur Turner (Lola-Aston Martin no 009), 51 s 2 sur Lapierre (Oreca no 11), 1 min 19 s sur Fässler (Lola no 13) et 1 min 39 s sur Mücke,,. Au même moment Thomas Erdos (Lola no 25) effectue un passage dans un bac à graviers,. À 13 h 55, Lapierre rentre aux stands et ravitaille sans être relayé. Dans la catégorie LMP2, Philipp Peter (Zytek no 41) se retrouve deuxième,. 13 h 57 : Le meneur du LMP2, Emmanuel Collard, s'arrête à son tour,.

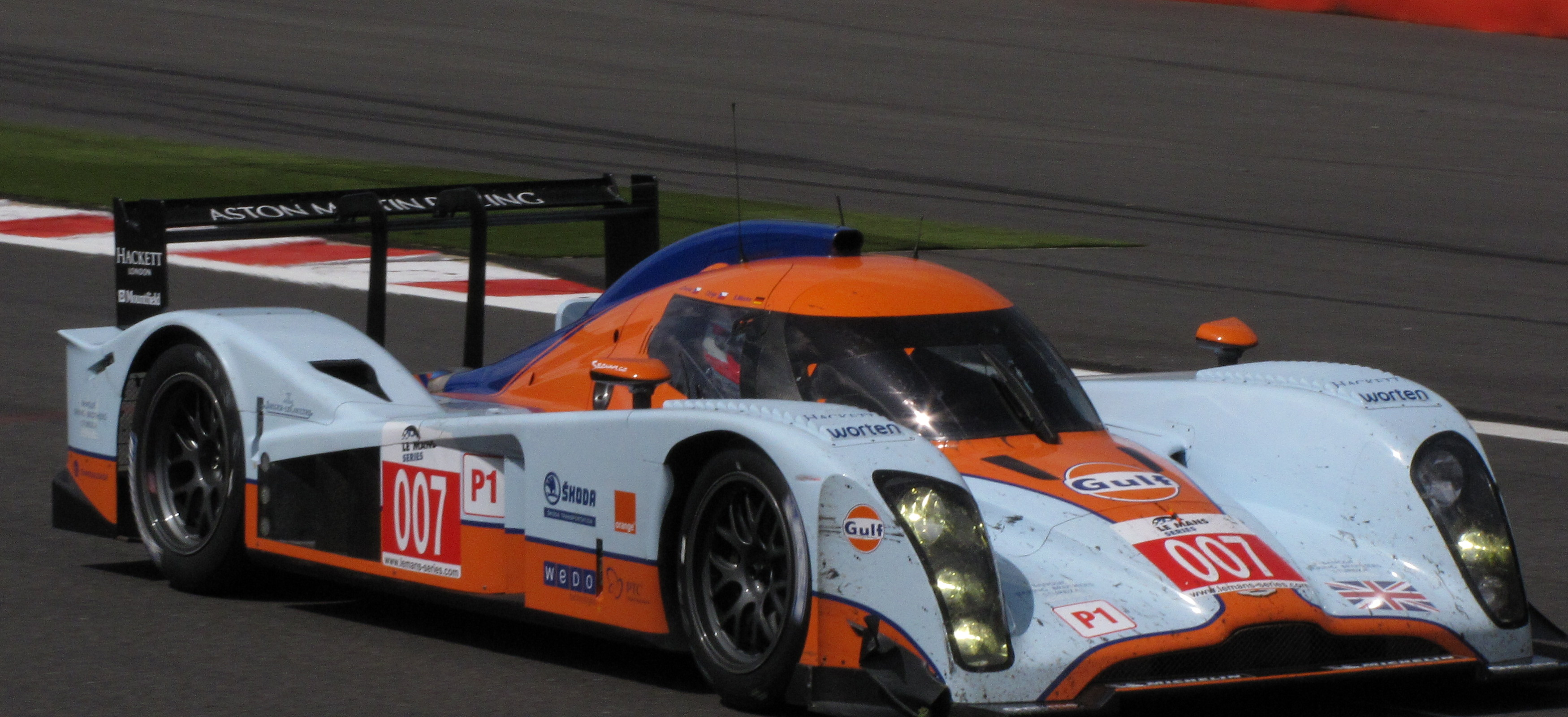
Jan Charouz (ici au volant) et ses coéquipiers ne pourront faire mieux que troisième.

14 h : La Lavaggi et la Zytek no 40 voient leur arrêt au stand s'éterniser,. Une minute après, Philipp Peter (Zytek no 41) s'empare de la tête du LMP2,. 14 h 3 : Bouillon s'est rapproché à 0,829 s de Minassian puis l'attaque une minute plus tard alors que la Peugeot dépasse la Ferrari F430 GTC du JMW Motorsport. Les deux hommes se touchent sans conséquence et les positions restent les mêmes,. 14 h 5 : Le meneur de la catégorie GT2 rentre aux stands, laissant la première place à la Ferrari F430 GTC de Pierre Kaffer,. 14 h 7 : Raymond Narac (Porsche no 76) sort dans un bac à graviers, possiblement à cause d'une flaque d'huile,. À 14 h 9, Bouillon rentre aux stands et ravitaille,, mais la Pescarolo du Français rencontre un souci d'embrayage qui lui fait perdre cinquante secondes environ. 14 h 12 : Christian Ried, qui pilote la Porsche no 88, passe dans un bac à graviers, pendant que Senna (Oreca no 10) est de retour à son stand,. À 14 h 14, le classement est le suivant en GT2 : Richard Lietz (Porsche no 77), mène devant Rob Bell (Ferrari no 92) et Allan Simonsen (Ferrari no 89),. 14 h 15 : Christophe Bouchut (Lamborghini no 79) sort enfin des stands, tandis que Cortés (Lucchini no 43) manque son freinage à la chicane de l'arrêt de bus,. 14 h 20 : Stefan Mücke fait une excursion dans le bac à gravier à Rivage,,. À 14 h 28, après l'arrêt de la Chevrolet Corvette C6.R de Luc Alphand Aventures, Peter Kox (Lamborghini no 55) prend la tête de la catégorie GT1,. 14 h 30 : Nouvel arrêt de Marcel Fässler au volant de la Lola no 13,. À 14 h 32 : Olivier Pla (Ginetta-Zytek no 40) est de retour en piste, il accuse désormais un retard de onze tours sur le meneur du LMP2,. Sept minutes plus tard, la Lola-Aston Martin de Darren Turner, installée en troisième position, change de pneus et ravitaille. 14 h 44 : Christijan Albers (Audi no 15) se fait dépasser par Jean-Christophe Bouillon (Pescarolo no 16) sur un freinage. 14 h 47 : Minassian, en tête pour cinquante secondes devant Gené, rentre aux stands pour ravitailler et changer de pneus. Il est relayé par Simon Pagenaud qui garde le commandement de l'épreuve. Gené s'arrête à son tour (ravitaillement et changement de pneus) et David Brabham le remplace au volant. Nicolas Lapierre (Oreca no 11) passe également par la voie des stands pour ravitailler et changer de pneus, et repart de son emplacement avec difficulté,,. 14 h 52 : L'Audi no 14 de Meyrick sort de la piste sans conséquence,. La Peugeot no 7 mène toujours les débats à 14 h 53, en LMP2, la Zytek no 41 conserve l'avantage sur ses concurrents, en GT1, la Chevrolet Corvette no 72 domine, enfin en GT2, c'est toujours la Porsche no 77 qui est en tête,. 14 h 55-14 h 57 : Brabham (Peugeot no 9) s'accroche dans le virage no 12 avec Frédéric Da Rocha qui pilote la Courage LC75 de Ibañez Racing Service,. Ce dernier finit sa course dans le rail et abandonne, tandis que l'Australien subit une crevaison à l'un des pneus arrière, il s'arrête dans le tour (14 h 58) pour contrôler puis repart en piste, mais les dommages sont trop importants et il rentre de nouveau au tour suivant (à 15 h 2), le triangle de suspension inférieur droit de sa Peugeot étant cassé,,,,. En outre, Brabham sera pénalisé d'un stop & go de quatre minutes pour cet accrochage,,.

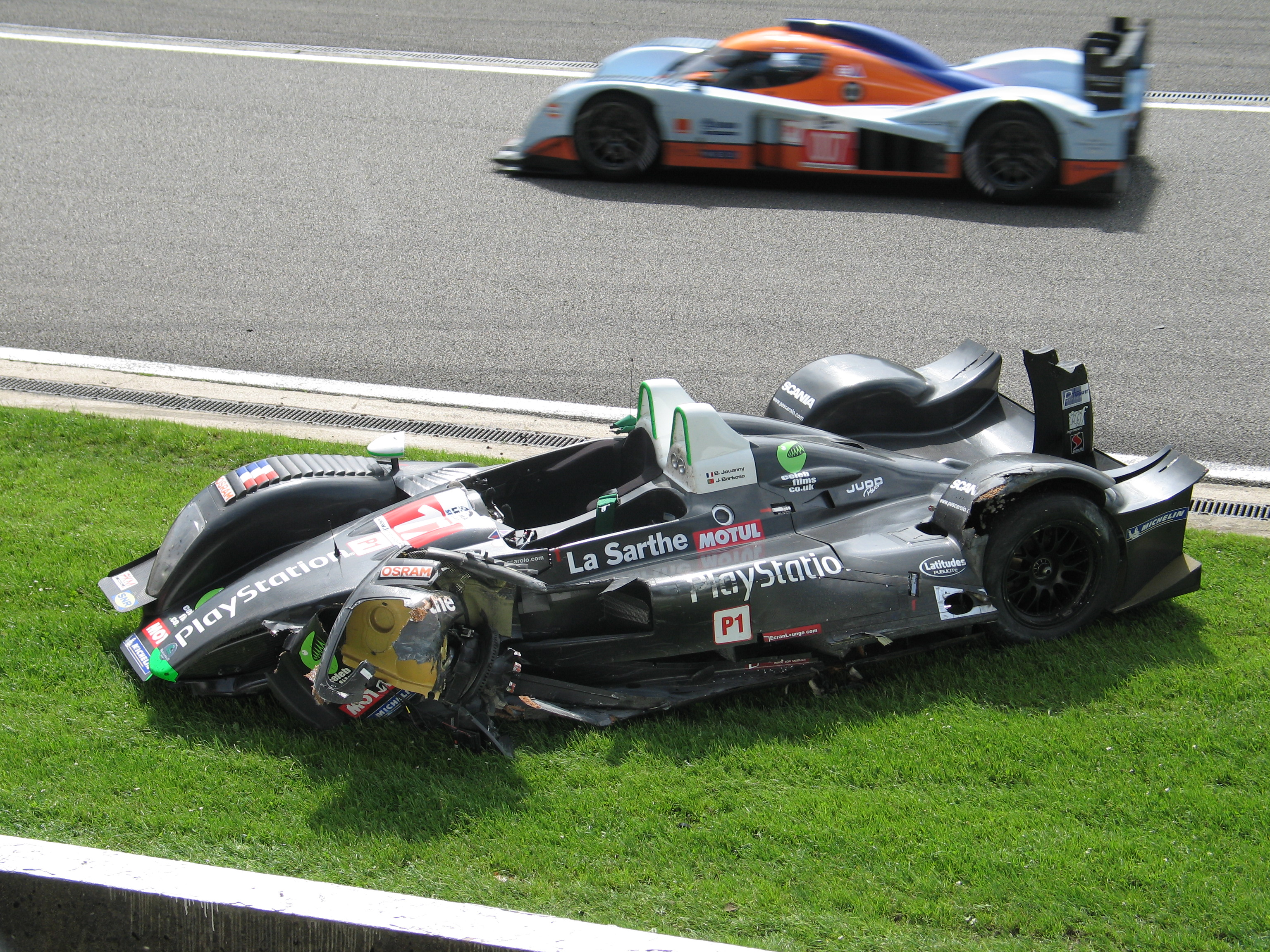
La Pescarolo no 17, détruite sur son côté gauche, abandonne sur le coup.

À 15 h 3, Jean-Christophe Bouillon (Pescarolo no 16) marque un arrêt et cède sa place à Christophe Tinseau,, tandis que la Zytek no 40 réalise un stop & go,. À cet instant, le classement est le suivant : Pagenaud (Peugeot no 7) est premier, suivent Fässler (Lola no 13), Ramos (Lola-Aston Martin no 009), Panis (Oreca no 11), Tinseau (Pescarolo no 16) et Charouz (Lola-Aston Martin no 007). 15 h 6 : David Brabham est toujours au volant de la Peugeot no 9, alors que les mécaniciens travaillent sur la voiture,,. 15 h 7 : Thomas Gruber (Aston Martin no 66) est arrêté dans un bac à gravier,. 15 h 10-15 h 11 : La Pescarolo no 17 pilotée par Bruce Jouanny sort de la piste au niveau du Raidillon de l'Eau Rouge. Cette dernière étant trop endommagée pour pouvoir repartir, il abandonne et la course entre sous régime de voiture de sécurité pour la troisième fois,,,,,. Une minute après, les deux Lola-Aston Martin de Miguel Ramos et Jan Charouz s'arrêtent aux stands. À 15 h 15, l'intervention des mécaniciens sur la Peugeot no 9 est terminée et David Brabham repart en piste. La Peugeot occupe maintenant le dix-neuvième rang du classement général,,. 15 h 17 : Les débris de la Pescarolo accidentée de Jouanny obstruent la piste, obligeant les concurrents à passer au ralenti,. À 15 h 20, l'Aston Martin de Gruber parvient à rejoindre son stand, où elle est poussée au fond de son garage,. 15 h 25, Charouz s'arrête à nouveau car les phares de sa Lola-Aston Martin font défaut ; les mécaniciens changent alors le capot avant. Dans le même temps, la Lola no 13 est elle aussi poussée dans son garage,. Une minute plus tard, la Lola-Aston Martin no 007 effectue un bref arrêt à son stand pour modifier un réglage,. 15 h 29-15 h 30 : Nouvel arrêt aux stands de Simon Pagenaud (Peugeot no 7) qui change ses pneus et ravitaille,,. Panis (Oreca no 11) l'imite deux minutes après. 15 h 30 : La Lola no 13 qui était repartie effectue un tête-à-queue lors de son tour de sortie,. La course reprend ses droits à 15 h 46-15 h 47,,. Marc Lieb (Porsche no 77) est au ralenti sur le circuit car il vient de perdre un élément de carrosserie et doit rentrer aux stands pour réparer,. Alors que la mi-course arrive (15 h 47), le classement apparaît ainsi : Pagenaud (Peugeot no 7) précède Tinseau (Pescarolo no 16) de 10 s, Panis (Oreca no 11) de 12 s, Ramos (Lola-Aston Martin no 009) de 33 s, Bakkerud (Audi no 15) de 34 s et Charouz (Lola-Aston Martin no 007) de 56 s. À 15 h 52, Simon Pagenaud au volant de la Peugeot no 7 bat le meilleur tour en course en 2 min 2 s 569 ; ce temps relègue la meilleure voiture à motorisation essence à près de deux secondes en performance pure,. Quatre minutes plus tard, il a parcouru quatre-vingt-sept tours de course et mène la course au classement général, Casper Elgaard (Porsche no 31) emmenant de nouveau la catégorie LMP2, Filip Salaquarda (Lamborghini no 55) est lui premier en GT1 et Gianmaria Bruni (Ferrari no 92) a pris le commandement de l'épreuve en GT2,.

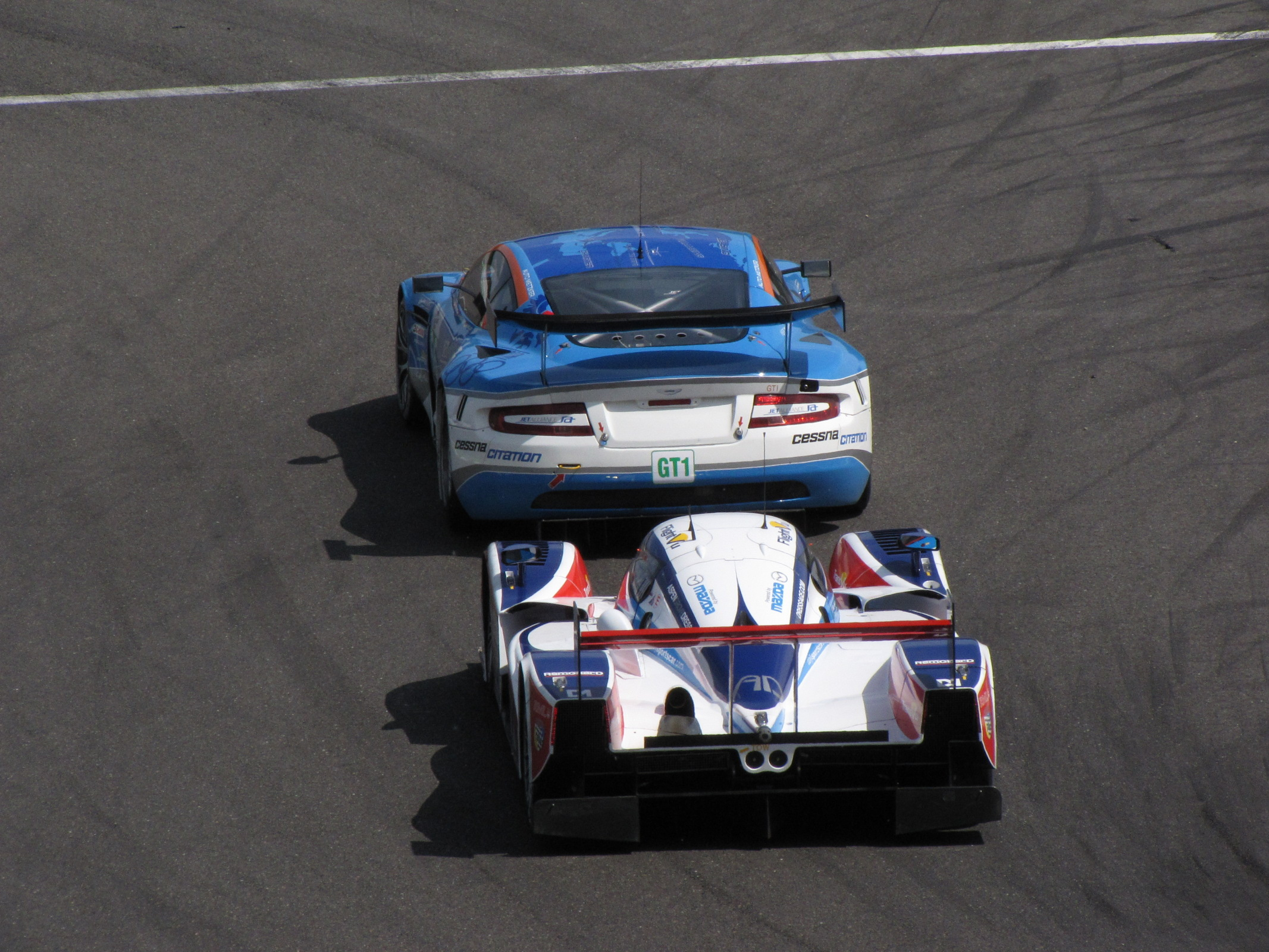
L'Aston Martin DBR9 du Jetalliance Racing précédant la Lola de RML.

À 16 h 14, la Zytek no 41 du GAC Racing roule au ralenti à cause d'un problème survenu à l'arrière gauche du prototype,. 16 h 16 : Christophe Tinseau (Pescarolo no 16), relégué à 27 s du premier, s'arrête à son stand. 16 h 17 : La Porsche no 94 de Prospeed Competition s'arrête au niveau du virage des Combes mais elle parvient à repartir au ralenti quelques instants dans la suite. Au même instant, les mécaniciens du Speedy Racing Team Sebah retire le capot arrière de la Lola no 13,. Cinq minutes plus tard, Miguel Ramos (Lola-Aston Martin no 009) s'arrête à son tour pour changer de pneus et se ravitailler en carburant, Harold Primat le relaie. 16 h 29 : Bruni (Ferrari no 92) marque un arrêt aux stands et reste à bord de la voiture,. À 16 h 31, Olivier Panis (Oreca no 11) ravitaille également. 16 h 33 : Tinseau (Pescarolo no 16) reprend la deuxième place grâce à l'arrêt de Panis,. 16 h 34 : Alors qu'Elgaard s'arrête aux stands, la Ferrari F430 GTC d'Easyrace est arrêtée sur la piste et provoque la quatrième entrée en piste de la voiture de sécurité,,. 16 h 35 : Tinseau s'arrête de nouveau pour ravitailler,,. Quatre minutes après lui, le leader Christian Klien (Peugeot no 7) effectue un arrêt pour se ravitailler et changer de pneus, la seconde Peugeot fait de même,. 16 h 44 : La Ginetta-Zytek du Strakka Racing est à son stand depuis plusieurs minutes, chutant au classement général jusqu'à la seizième place,. 16 h 47 : Le pilote de la Ferrari d'Easyrace rentre à pied à son stand, sa voiture a été endommagée par un contact,. À 16 h 49-16 h 50, la course reprend,,. 16 h 52 : Brabham (Peugeot no 9) est jugé responsable de l'accrochage avec la voiture d'Ibañez Racing Service, il est pénalisé d'un stop & go de quatre minutes,. Il purge sa pénalité deux minutes plus tard,. À 16 h 59, la Welter Racing WR LMP2008 fait un tête-à-queue à la sortie de la chicane de l'arrêt de bus. Arrêté quelques instants au milieu de la piste, le pilote parvient à repartir,.
À 17 h 2, les deux premiers de la catégorie LMP2 ne sont séparés que de trente secondes, la dernière intervention de la voiture de sécurité les ayant rapproché,. Deux minutes après, Christophe Tinseau (Pescarolo no 16) effectue un tour en 2 min 3 s 978 et n'est plus qu'à 2 s 3 de l'Oreca no 11 de Nicolas Lapierre,. 17 h 6 : Christian Bakkerud (Audi no 15) subit une crevaison sur le pneu avant droit dans la sortie du virage des Combes,. 17 h 7 : Malgré le capot avant qui commence à se détacher, Bakkerud roule toujours à un rythme soutenu. La crevaison serait due à un contact avec Nicolas Lapierre (Oreca no 11) à la chicane de l'arrêt de bus. Le Danois rentre aux stands quelques instants après pour réparer la carrosserie,. 17 h 14 : Stéphane Ortelli (Oreca no 10) rentre aux stands et est relayé par son coéquipier Bruno Senna, mais le prototype français est préalablement poussé au fond du garage, les ingénieurs ayant observé un problème de surchauffe,. Senna ne rejoint la piste que quatre minutes plus tard,. À 17 h 19, Tinseau continue d'attaquer et revient à deux secondes de Lapierre,, puis à 0,4 s cinq minutes après. Au même instant, les mécaniciens d'Aston Martin Racing interviennent sur l'avant de la Lola-Aston Martin no 009 qui était quatrième au général,. À 17 h 26, Lapierre, déconcentré par Tinseau, percute la Welter Racing WR LMP2008 de Philippe Salini en bas du raidillon. Arrêtés un bref instant, les deux prototypes réussissent à repartir,. Avec cet incident, Tinseau dépasse Lapierre sans difficulté,. 17 h 28-17 h 29 : Ce dernier s'arrête pour changer de capot avant et laisse son baquet à Olivier Panis,,. 17 h 29 : La Welter Racing rejoint à son tour son stand en laissant échapper de la fumée,. 17 h 34-17 h 35 : Nouvel arrêt de Tinseau qui ravitaille,,. À 17 h 37, il concède 1 min 31 s de retard sur la Peugeot no 7, l'Oreca no 11 étant troisième, 57 secondes derrière lui,. 17 h 40 : La Peugeot no 7 passe par son stand pour ravitailler,. 17 h 42 : Rob Bell (Ferrari no 92), le meneur de la catégorie GT2, s'arrête aux stands et perd la première place au profit de Richard Lietz (Porsche no 77). Lorsque la Ferrari repart en piste, de la fumée apparaît ; il semblerait que l'une des roues ait été mal fixée,. 17 h 45 : Elgaard (Porsche no 31 mène toujours la catégorie LMP2, alors que son coéquipier danois Kristian Poulsen n'a pas encore effectué de relais,. 17 h 50 : Dans la catégorie GT2, après les déboires de la Ferrari no 92, Antonio García se retrouve en tête au volant de la Ferrari no 84 du Team Modena. Néanmoins, l'Espagnol doit encore passer une fois par les stands pour ravitailler,, ce qu'il fait sept minutes après, ressortant à 13 secondes de la Porsche no 77 de Marc Lieb,. 17 h 58 : La Ferrari no 89 de Hankook Team Farnbacher ne parvient pas à repartir de son stand (un problème de boîte de vitesses en serait à l'origine), elle est poussée au fond de son garage,.

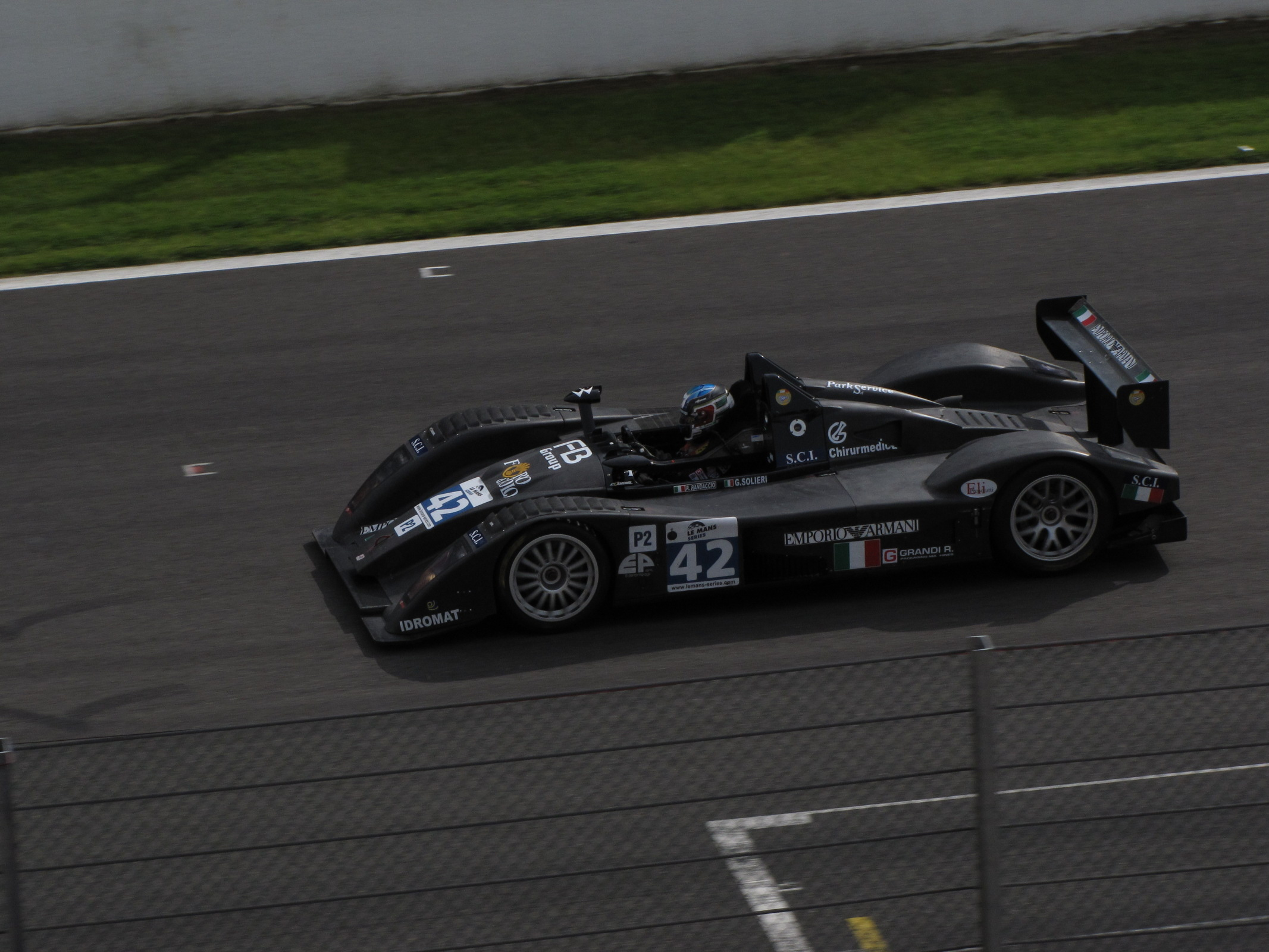
La Lucchini LMP2/08 (ici avec Glauco Solieri pendant les qualifications) est trahie par son moteur.

18 h 2 : Cinquième au classement général, Harold Primat (Lola-Aston Martin no 009) part en tête-à-queue à la sortie du virage des Combes,,. 18 h 4 : La Porsche en tête de la catégorie LMP2 effectue un passage aux stands, la première place est maintenant menacée par la Lola no 33,. 18 h 7 : Marc Lieb (Porsche no 77), sur un rythme élevé par rapport à ses concurrents directs, accentue son avance en la portant à 19 secondes,. 18 h 8 : Christian Klien (Peugeot no 7) mène avec trente secondes d'avance environ sur Tinseau, Panis est troisième, suivi de la Lola-Aston Martin no 009 de Tomáš Enge reléguée à 56 s. En LMP2, Kristian Poulsen (Porsche no 31) est toujours en tête, mais Benjamin Leuenberger (Lola no 33) est à 20 secondes,. À 18 h 13-18 h 14, Bruno Senna (Oreca no 10) sort violemment de la piste à Blanchimont, nécessitant une cinquième sortie de la voiture de sécurité,,,,. Le Brésilien s'extrait de sa voiture en boitant, touché au genou gauche,. Au même instant, la Welter Racing no 37 laisse échapper de la fumée,. 18 h 16 : Tinseau, Enge et Panis ravitaillent, mais ce dernier est bloqué au bout de la voie des stands par le feu rouge ; il y restera jusqu'à 18 h 20,,,, tandis que Bruno Senna rejoint la voie des stands transporté par la voiture médicale,. 18 h 17 : Le pneu arrière gauche de la Lola no 29 du Racing Box éclate au Raidillon ; elle est contrainte de terminer le tour au ralenti,. À 18 h 28, la course reprend alors qu'il ne reste que cinq tours avant l'arrivée. Tomáš Enge, alors troisième, dépasse la Peugeot de Klien qui est en tête de l'épreuve. En quatrième position, à sept secondes du Tchèque, Olivier Panis est attaqué par la Lola-Aston Martin de Primat, mais sans conséquence,,. 18 h 29 : Tinseau (Pescarolo no 16) accuse un retard de 11 secondes sur Klien (Peugeot no 7), et Enge (Lola-Aston Martin no 007), troisième, possède 3 secondes d'avance sur Panis (Oreca no 11),. Dans la catégorie LMP2, Benjamin Leuenberger (Lola no 33) remonte dans le trafic et n'est plus qu'à cinq secondes de Kristian Poulsen (Porsche no 31). À 18 h 32, les deux hommes ne seront séparés que de trois secondes,, mais Leuenberger ne doublera pas la Porsche, terminant à moins de sept dixièmes du Danois. 18 h 33 : Panis (Oreca no 11) tient suffisamment à distance Primat (Lola-Aston Martin no 009) pour qu'il ne soit plus menacé. En revanche, Tomáš Enge au volant de la no 007 parvient à conserver l'avantage sur le Français,. 18 h 38-18 h 39 : Christian Klien remporte la course à bord de la Peugeot no 7 (les deux Peugeot franchissent la ligne ensemble), devant Chritophe Tinseau (Pescarolo no 16) pour 27,6 s ; suivent Tomáš Enge (Lola-Aston Martin no 007), Olivier Panis (Oreca no 11) et Harold Primat (Lola-Aston Martin no 009) qui s'incline pour seulement 0,9 seconde face au Français,,,,,,,,,.

### Classement de la course
| Pos. | Catégorie | no  | Écurie                    | Pilotes                                                     | Châssis                        | Moteur                               | Pneus | Tours/Abandon                 |
| ---- | --------- | --- | ------------------------- | ----------------------------------------------------------- | ------------------------------ | ------------------------------------ | ----- | ----------------------------- |
| 1    | LMP1      | 7   | Team Peugeot Total        | Nicolas Minassian Simon Pagenaud Christian Klien            | Peugeot 908 HDi FAP            | Peugeot HDi 5,5 L Turbo V12 (Diesel) | M     | 143                           |
| 2    | LMP1      | 16  | Pescarolo Sport           | Jean-Christophe Boullion Christophe Tinseau                 | Pescarolo 01                   | Judd GV5.5 S2 5,5 L V10              | M     | 143                           |
| 3    | LMP1      | 007 | Aston Martin Racing       | Jan Charouz Tomáš Enge Stefan Mücke                         | Lola B09/60-Aston Martin       | Aston Martin 6,0 L V12               | M     | 142                           |
| 4    | LMP1      | 11  | Oreca                     | Olivier Panis Nicolas Lapierre                              | Oreca 01                       | AIM YS5.5 5.5 L V10                  | M     | 142                           |
| 5    | LMP1      | 009 | Aston Martin Racing       | Darren Turner Harold Primat Miguel Ramos                    | Lola B09/60-Aston Martin       | Aston Martin 6,0 L V12               | M     | 142                           |
| 6    | LMP1      | 14  | Kolles                    | Narain Karthikeyan Andy Meyrick Charles Zwolsman            | Audi R10 TDI                   | Audi TDI 5,5 L Turbo V12 (Diesel)    | M     | 141                           |
| 7    | LMP1      | 15  | Kolles                    | Christijan Albers Christian Bakkerud Giorgio Mondini        | Audi R10 TDI                   | Audi TDI 5,5 L Turbo V12 (Diesel)    | M     | 139                           |
| 8    | LMP2      | 31  | Team Essex                | Casper Elgaard Kristian Poulsen Emmanuel Collard            | Porsche RS Spyder Evo          | Porsche MR6 3,4 L V8                 | M     | 139                           |
| 9    | LMP2      | 33  | Speedy Racing Team Sebah  | Benjamin Leuenberger Xavier Pompidou Jonny Kane             | Lola B08/80                    | Judd DB 3,4 L V8                     | M     | 139                           |
| 10   | LMP1      | 13  | Speedy Racing Team Sebah  | Marcel Fässler Andrea Belicchi Nicolas Prost                | Lola B08/60                    | Aston Martin 6,0 L V12               | M     | 139                           |
| 11   | LMP1      | 12  | Signature Plus            | Pierre Ragues Franck Mailleux                               | Courage-Oreca LC70E            | Judd GV5.5 S2 5,5 L V10              | M     | 138                           |
| 12   | LMP1      | 9   | Team Peugeot Total        | David Brabham Marc Gené Alexander Wurz                      | Peugeot 908 HDi FAP            | Peugeot HDi 5,5 L Turbo V12 (Diesel) | M     | 136                           |
| 13   | GT1       | 72  | Luc Alphand Aventures     | Luc Alphand Patrice Goueslard Yann Clairay                  | Chevrolet Corvette C6.R        | Chevrolet 7,0 L V8                   | D     | 132                           |
| 14   | LMP2      | 35  | Oak Racing                | Matthieu Lahaye Karim Ajlani                                | Pescarolo 01                   | Mazda MZR-R 2,0 L Turbo L4           | D     | 132                           |
| 15   | GT1       | 55  | IPB Spartak Racing        | Peter Kox Filip Salaquarda Erik Janiš                       | Lamborghini Murciélago R-GT    | Lamborghini 6,0 L V12                | M     | 131                           |
| 16   | LMP1      | 22  | Team LNT                  | Lawrence Tomlinson Robbie Kerr Guy Smith                    | Ginetta-Zytek GZ09SB/2         | Zytek ZJ458 4,5 L V8                 | M     | 130                           |
| 17   | LMP1      | 23  | Strakka Racing            | Nick Leventis Peter Hardman Danny Watts                     | Ginetta-Zytek GZ09SB/2         | Zytek ZJ458 4,5 L V8                 | M     | 129                           |
| 18   | GT2       | 77  | Team Felbermayr Proton    | Marc Lieb Richard Lietz Horst Felbermayr, Sr.               | Porsche 911 GT3 RSR (997)      | Porsche 4,0 L Flat-6                 | M     | 129                           |
| 19   | GT2       | 84  | Team Modena               | Antonio García Leo Mansell Jaime Melo                       | Ferrari F430 GTC               | Ferrari 4,0 L V8                     | M     | 129                           |
| 20   | GT2       | 92  | JMW Motorsport            | Rob Bell Gianmaria Bruni                                    | Ferrari F430 GTC               | Ferrari 4,0 L V8                     | D     | 128                           |
| 21   | GT2       | 90  | FBR                       | Pierre Ehret Dominik Farnbacher                             | Ferrari F430 GTC               | Ferrari 4,0 L V8                     | M     | 128                           |
| 22   | GT2       | 85  | Snoras Spyker Squadron    | Tom Coronel Peter Dumbreck                                  | Spyker C8 Laviolette GT2-R     | Audi 4,0 L V8                        | M     | 128                           |
| 23   | GT2       | 76  | IMSA Performance          | Patrick Pilet Raymond Narac                                 | Porsche 911 GT3 RSR (997)      | Porsche 4,0 L Flat-6                 | M     | 127                           |
| 24   | LMP2      | 38  | Pegasus Racing            | Julien Schell Philippe Thirion                              | Courage LC75                   | AER P07 2,0 L Turbo L4               | A     | 127                           |
| 25   | GT2       | 87  | Drayson Racing            | Paul Drayson Jonny Cocker                                   | Aston Martin V8 Vantage GT2    | Aston Martin 4,5 L V8                | M     | 126                           |
| 26   | GT2       | 96  | Virgo Motorsport          | Sean McInerney Michael McInerney Michael Vergers            | Ferrari F430 GTC               | Ferrari 4,0 L V8                     | D     | 125                           |
| 27   | GT2       | 78  | Advanced Engineering      | Peter Bamford Matt Griffin                                  | Ferrari F430 GTC               | Ferrari 4,0 L V8                     | M     | 124                           |
| 28   | GT2       | 94  | Prospeed Competition      | Markus Palttala Paul Daniels                                | Porsche 911 GT3 RSR (997)      | Porsche 3,8 L Flat-6                 | M     | 124                           |
| 29   | LMP2      | 39  | Kruse Schiller Motorsport | Hideki Noda Francesco Sini Matthew Marsh                    | Lola B07/46                    | Mazda MZR-R 2,0 L Turbo L4           | D     | 115                           |
| 30   | GT1       | 66  | Jetalliance Racing        | Lukas Lichtner-Hoyer Thomas Gruber Alex Müller              | Aston Martin DBR9              | Aston Martin 6,0 L V12               | M     | 113                           |
| 31   | GT2       | 88  | Team Felbermayr Proton    | Horst Felbermayr, Jr. Christian Ried Francisco Cruz Martins | Porsche 911 GT3 RSR (997)      | Porsche 4,0 L Flat-6                 | M     | 112                           |
| 32   | LMP2      | 37  | Welter Racing Salini      | Stéphane Salini Philippe Salini Tristan Gommendy            | Welter Racing WR LMP2008       | Zytek ZG348 3,4 L V8                 | D     | 110                           |
| 33   | LMP2      | 40  | Quifel ASM Team           | Miguel Amaral Olivier Pla                                   | Ginetta-Zytek GZ09SB/2         | Zytek ZG348 3,4 L V8                 | D     | 101                           |
| Nc.  | GT2       | 79  | Reiter Engineering        | Albert von Thurn und Taxis Christophe Bouchut               | Lamborghini Gallardo LP560 GT2 | Lamborghini 5,2 L V10                | M     | 99                            |
| Nc.  | LMP2      | 43  | Q8 Oils Hache Team        | Máximo Cortés Nil Montserrat Pierre Combot                  | Lucchini LMP2/08               | Judd XV675 3,4 L V8                  | D     | 88                            |
| Nc.  | LMP1      | 3   | Scuderia Lavaggi          | Giovanni Lavaggi Wolfgang Kaufmann                          | Lavaggi LS1                    | AER P32C 4,0 L Turbo V8              | D     | 49                            |
| Abd. | LMP1      | 10  | Oreca                     | Stéphane Ortelli Bruno Senna                                | Oreca 01                       | AIM YS5.5 5,5 L V10                  | M     | 129 (Accident)                |
| Abd. | GT2       | 89  | Hankook Team Farnbacher   | Allan Simonsen Pierre Kaffer                                | Ferrari F430 GTC               | Ferrari 4,0 L V8                     | H     | 110 (Démarreur)               |
| Abd. | LMP2      | 41  | GAC Racing Team           | Karim Ojjeh Claude-Yves Gosselin Philipp Peter              | Zytek 07S/2                    | Zytek ZG348 3,4 L V8                 | M     | 80 (Suspension)               |
| Abd. | GT2       | 81  | Easyrace                  | Maurice Basso Roberto Plati Giampaolo Tenchini              | Ferrari F430 GTC               | Ferrari 4,0 L V8                     | P     | 75 (Accident)                 |
| Abd. | GT2       | 99  | JMB Racing                | Manuel Rodrigues John Hartshorne Plamen Kralev              | Ferrari F430 GTC               | Ferrari 4,0 L V8                     | M     | 57 (Suspension)               |
| Abd. | LMP1      | 17  | Pescarolo Sport           | Bruce Jouanny João Barbosa                                  | Pescarolo 01                   | Judd GV5.5 S2 5,5 L V10              | M     | 53 (Jante cassée et accident) |
| Abd. | GT2       | 91  | FBR                       | Gabrio Rosa Giacomo Petrobelli Andrea Montermini            | Ferrari F430 GTC               | Ferrari 4,0 L V8                     | M     | 53 (Accident)                 |
| Abd. | LMP2      | 25  | RML                       | Thomas Erdos Mike Newton                                    | Lola B08/80                    | Mazda MZR-R 2,0 L Turbo L4           | M     | 47 (Moteur)                   |
| Abd. | LMP2      | 28  | Ibañez Racing Service     | José Ibañez William Cavailhès Frédéric Da Rocha             | Courage LC75                   | AER P07 2,0 L Turbo L4               | D     | 41 (Accrochage)               |
| Abd. | LMP2      | 42  | Ranieri Randaccio         | Ranieri Randaccio Glauco Solieri                            | Lucchini LMP2/08               | Nicholson-McLaren 3,3 L V8           | D     | 35 (Moteur)                   |
| Abd. | LMP2      | 30  | Racing Box                | Matteo Bobbi Andrea Piccini Thomas Biagi                    | Lola B08/80                    | Judd DB 3,4 L V8                     | M     | 7 (Perte du capot arrière)    |
| Dsq. | LMP2      | 29  | Racing Box                | Andrea Ceccato Filippo Francioni Giacomo Piccini            | Lola B08/80                    | Judd DB 3,4 L V8                     | M     | 137                           |
| Dsq. | LMP2      | 32  | Team Barazi Epsilon       | Juan Barazi Fernando Rees                                   | Zytek 07S/2                    | Zytek 2ZG348 3,4 L V8                | M     | 134                           |
| Dsq. | LMP2      | 26  | Bruichladdich Bruneau     | Pierre Bruneau Stuart Moseley Jonathan Coleman              | Radical SR9                    | AER P07 2,0 L Turbo L4               | D     | 129                           |
| Np.  | LMP2      | 24  | Oak Racing                | Jacques Nicolet Richard Hein                                | Pescarolo 01                   | Mazda MZR-R 2,0 L Turbo L4           | D     | 0                             |

### Statistiques et informations diverses
La météo est variable pendant la course, mais la piste reste sèche tout au long de celle-ci. La distance de 1 000 kilomètres (1 001,6 km exactement) est parcourue en 5 h 45 min 35 s 429 à 173,9 km/h de moyenne. Environ trente mille spectateurs sont recensés pendant le week-end de course.

#### Pole position et record du tour
- Pole position :  Simon Pagenaud (Peugeot no 7) en 2 min 1 s 056 (208,3 km/h)[30].
- Meilleur tour en course :  Simon Pagenaud (Peugeot no 7) en 2 min 2 s 569 (205,7 km/h)[30],[53].

#### Tours en tête
- Peugeot no 7 : 143 tours (1-143)[30],[53].

## Après-course

### Catégorie LMP1

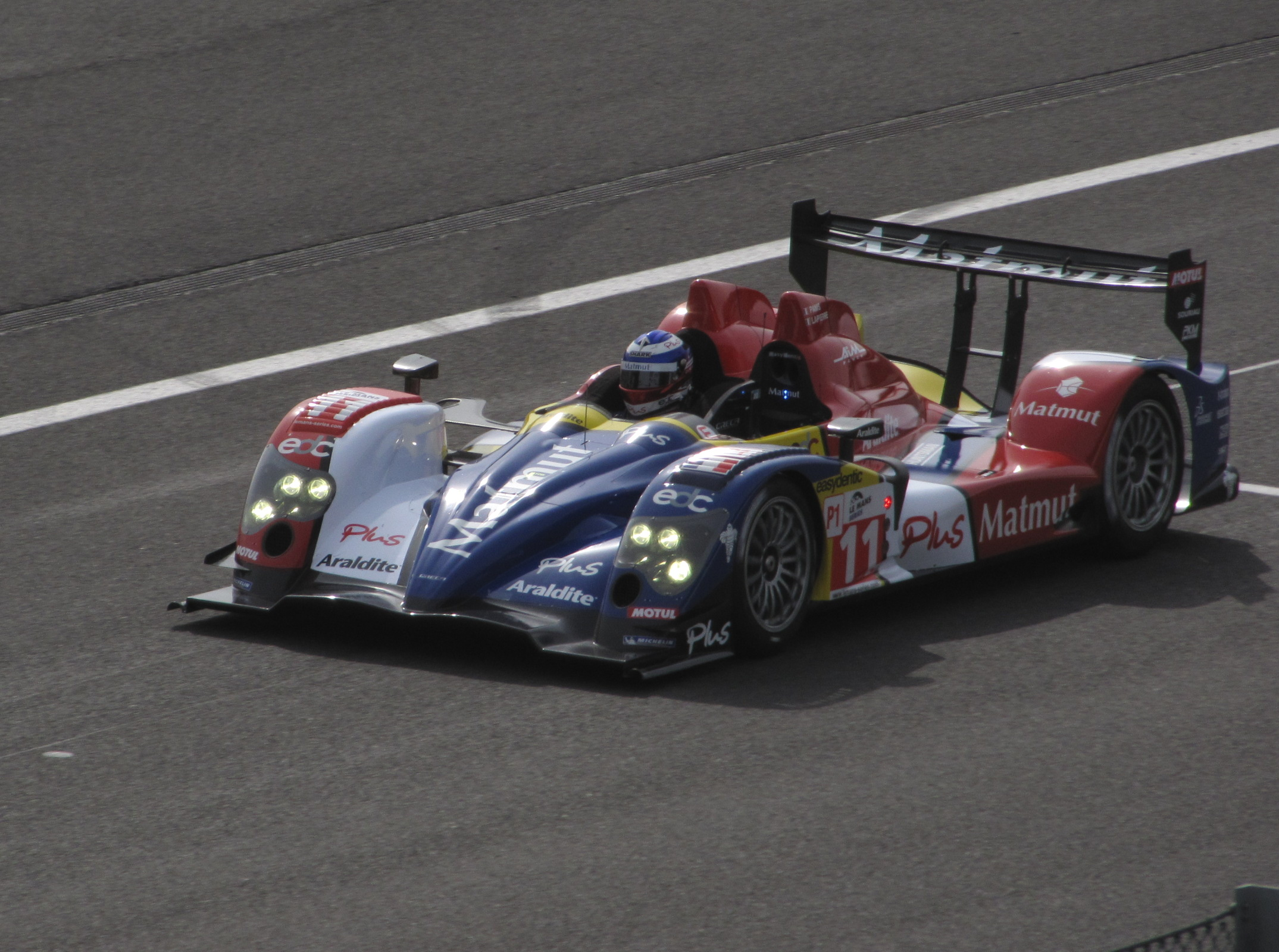
Un dernier ravitaillement et un feu rouge au bout des stands enlèveront toutes chances de podium à l'Oreca 01 no 11.

Après avoir laissé la victoire à Aston Martin Racing en Catalogne pour cause d'absence, Peugeot Sport renoue avec la victoire en remportant les 1 000 kilomètres de Spa,. Nicolas Minassian, Simon Pagenaud et Christian Klien ont mené la majeure partie de la course sans faire d'erreurs. Cependant, le lest de trente kilogrammes, le diamètre des buses de ravitaillement en carburant plus faible des diesels, ajoutés au rythme moins élevé en course des Peugeot n'a pas permis à la firme française de creuser un écart important (1 min 59 s 883 en ce qui concerne le meilleur tour en course de 2008),,, comme le souligne Simon Pagenaud dans son dernier relais : « Ce fut un week-end parfait et à ce point là, ça ne m’est pas arrivé si souvent que ça dans le passé. Lors de mon meilleur tour en course, il est évident que je roulais très vite mais tout en en gardant légèrement sous le pied. Il était hors de question de se mettre dans les graviers ou les rails. La course a été rendue difficile par les safety-cars. La Pescarolo étant sur une stratégie décalée, il m’a fallu économiser du gazole en fin de relais ce qui explique mon rythme légèrement plus lent par la suite. La bonne info que nous retirons de ce week-end, c’est que le pneu medium 2009 de Michelin nous permet de tenir un double-relais ici alors que ce n’était pas le cas l’an passé ». Il ajoute : « J'ai roulé pour la première fois avec la voiture la semaine dernière, alors que dire si ce n'est que j'ai vécu un week-end fantastique. Nous n'avons jamais pu prendre un tour d'avance avec les neutralisations de l'épreuve, ce n'était pas une course facile ». Les deux Peugeot ont évolué chacune avec une stratégie de pneumatiques différente, Nicolas Minassian roulant avec les pneumatiques à gomme medium durant son relais, tandis que Marc Gené utilisait les nouveaux pneus tendres de Michelin lors des doubles relais,.
En revanche, la voiture no 8 a perdu toute chance de victoire à cause d'un accrochage survenu avec la Courage LC75 d'Ibañez Racing Service,. Olivier Quesnel, le directeur de Peugeot Sport s'exprime : « Pour nous, cette course constituait avant tout une séance d’essais grandeur nature mais c’est bon de gagner. Je suis désolé pour David Brabham qui a commis une erreur qui a coûté beaucoup de temps à la no 9. Mais je suis un peu surpris des quatre minutes de stop & go qu'il a reçu à cette occasion. Nos deux voitures étaient sur deux stratégies différentes : des softs sur l'une et des mediums sur l'autre. Le but était de pousser les pneus jusqu'au bout d'un double-relais sur chaque voiture pour en retirer des enseignements en vue du Mans. L'équipe a œuvré dans la sérénité et n'a commis aucune erreur lors des ravitaillements. En stratégie également, nous avons été bons ce qui n’était pas toujours le cas auparavant. La gestion des phases de safety-car, par exemple, a été très bonne. La Pescarolo a été proche de nous durant toute la course durant toute l’épreuve ce qui prouve que l’équivalence est bien faite »,,. Selon certains observateurs, le manque de visibilité latérale, ainsi que sur l'arrière, récurrent à bord de la Peugeot, serait l'un des facteurs déclencheurs de l'accrochage,.

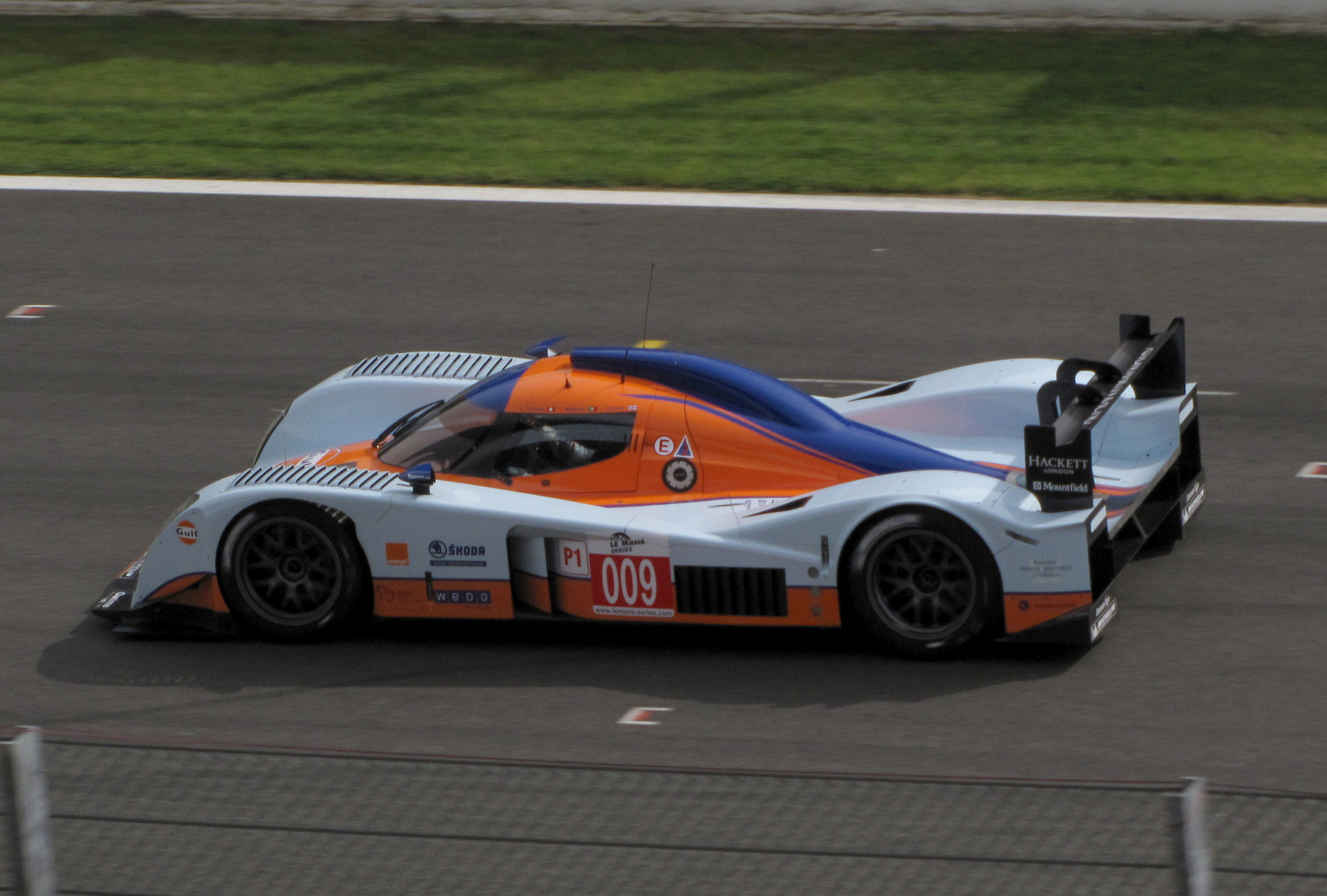
La Lola B09/60-Aston Martin no 009 termine à la cinquième place du classement général.

Deuxième à l'arrivée, la Pescarolo 01 no 16 des Français Christophe Tinseau et Jean-Christophe Boullion a dû se défaire des Oreca, notamment de la no 11,. Malgré les restrictions de la nouvelle réglementation de la saison 2009, la Pescarolo 01 est plus rapide de deux secondes par rapport à l’édition 2008 (un meilleur tour en 2 min 3 s 978 contre 2 min 5 s 746 l'année précédente). Après un relais long de 3 h 35, Christophe Tinseau insiste sur la facilité de pilotage du prototype français : « Après un début de course difficile, nous montons sur le podium, à la régulière, c'est beau. Je suis resté très longtemps dans la voiture mais elle est tellement facile à piloter. À titre d'exemple, je prenais le raidillon à fond absolu, sans aucun problème ». Quant à la no 17, sa sortie de piste a été causée par une rupture de la jante,,.

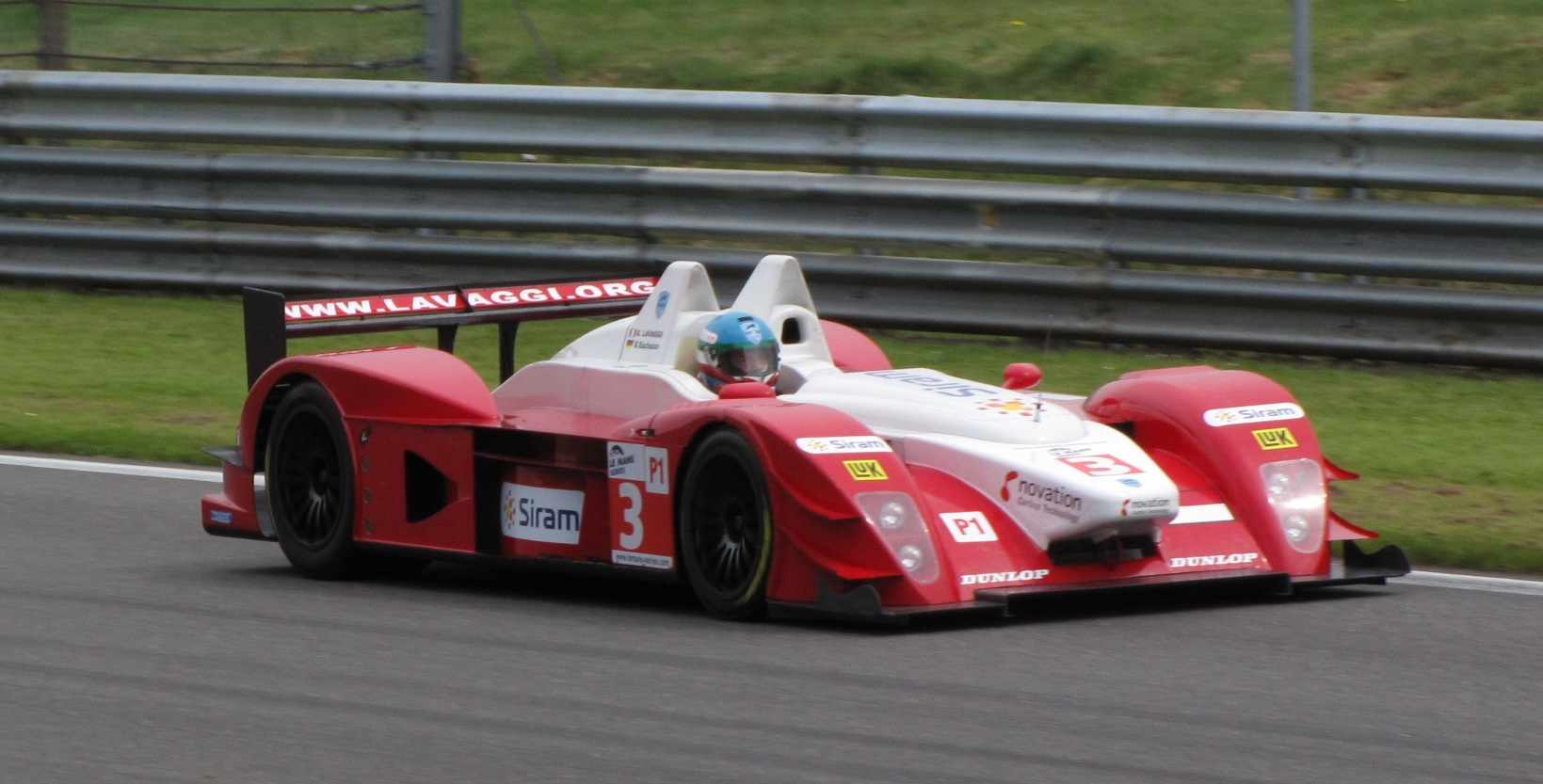
Avec quarente-neuf tours couverts, la Lavaggi LS1 termine non classée.

Troisième à l'issue de la course, la Lola B09/60-Aston Martin no 007 a remonté le peloton petit à petit sans connaître de problème de fiabilité, au gré d'arrêts aux stands rapides, pour finalement arriver au niveau des Pescarolo et des Oreca dans la hiérarchie de la course. Malgré tout, le podium de la no 007 reste inattendu pour ces pilotes, comme le laisse entendre Tomáš Enge : « C’est un rêve que ça se termine ainsi après un week-end aussi difficile. Nous avons encore connu quelques soucis lors de la course mais je dois malgré tout remercier le team pour nous avoir permis de décrocher un résultat inespéré ». Pour Stefan Mücke, l'accrochage avec l'Audi R10 TDI de Kolles a eu un impact sur l'équilibre de la voiture : « Le début de course a été chaud car je suis parti des stands en pneus froids. Puis le contact avec l’Audi a un peu détruit le bon équilibre de la voiture. Le problème, c’est que nous avons trainé cela tout au long de la course. C’est dommage car nous aurions pu aller plus vite ». Du côté de Jan Charouz, les essais précédant la course ne lui ont pas permis d'appréhender le week-end dans de bonnes conditions : « Je crois que c’est le pire week-end que j’ai jamais connu en Le Mans Series. La pluie a perturbé nos essais, au point que j’ai eu peu de temps de roulage. Nous avons ensuite dû changer de moteur et donc partir des stands. Puis nous avons connu une course très dure. Finir troisième dans ces conditions tient du miracle »,,.
La voiture sœur se classe au cinquième rang du classement général. En subissant de nombreuses vibrations pendant son double relais, Miguel Ramos avait des difficultés à voir correctement ses points de freinage. Des observateurs notent la très bonne vitesse de pointe des deux Lola-Aston Martin ; un atout qui serait davantage présent lors des 24 Heures du Mans plutôt que sur les circuits plus sinueux utilisés par les Le Mans Series.
Pour Oreca, la semaine ne commence pas dans les meilleures conditions, Nicolas Lapierre étant en proie à des ennuis de freins pendant les essais puis prenant le départ de la course depuis la voie des stands. En vingt-septième position dès le troisième tour, Lapierre remonte jusqu'au cinquième rang peu avant la fin de la première heure. L'Oreca no 11 commence alors une lutte acharnée avec la Lola-Aston Martin no 007. Stefan Mücke sera le premier à commettre une erreur avec un tout droit. Ensuite, aux environs des deux-tiers de l'épreuve, Lapierre sera en prise pour la deuxième place avec la Pescarolo de Christophe Tinseau, les deux Français battant coup sur coup leur meilleur tour en course personnel. La lutte entre les deux hommes s'achève lorsque Lapierre heurte la Welter Racing WR LMP2008 de Philippe Salini en bas du raidillon de l'Eau Rouge. Un changement de capot avant puis le feu rouge en bout de voie des stands venant bloquer l'Oreca à la suite d'un dernier ravitaillement, l'Oreca no 11 laissait ainsi échapper un podium certain. Quant à la seconde auto, elle abandonne sur sortie de piste à Blanchimont. Néanmoins, le nouveau prototype d'Oreca affiche un certain potentiel, comme le montre son meilleur temps en course en 2 min 4 s 387, contre 2 min 4 s 787 l’an dernier. L'Oreca 01 devrait être capable de se battre pour la victoire à l'avenir, notamment sur les courses où Peugeot sera absent.
Avec des performances bien inférieures à celle de la saison antérieure, les deux Audi R10 TDI de Kolles ne rééditent pas la Bérézina de Barcelone et se classent sixième et septième, en étant battues par les prototypes à motorisation essence. Quant à la Lola B08/60-Aston Martin de l'écurie Suisse Speedy Racing Team Sebah, elle ne peut faire mieux que dixième (huitième en LMP1) après avoir rencontré quelques ennuis liés à la mécanique,,.

### Catégorie LMP2

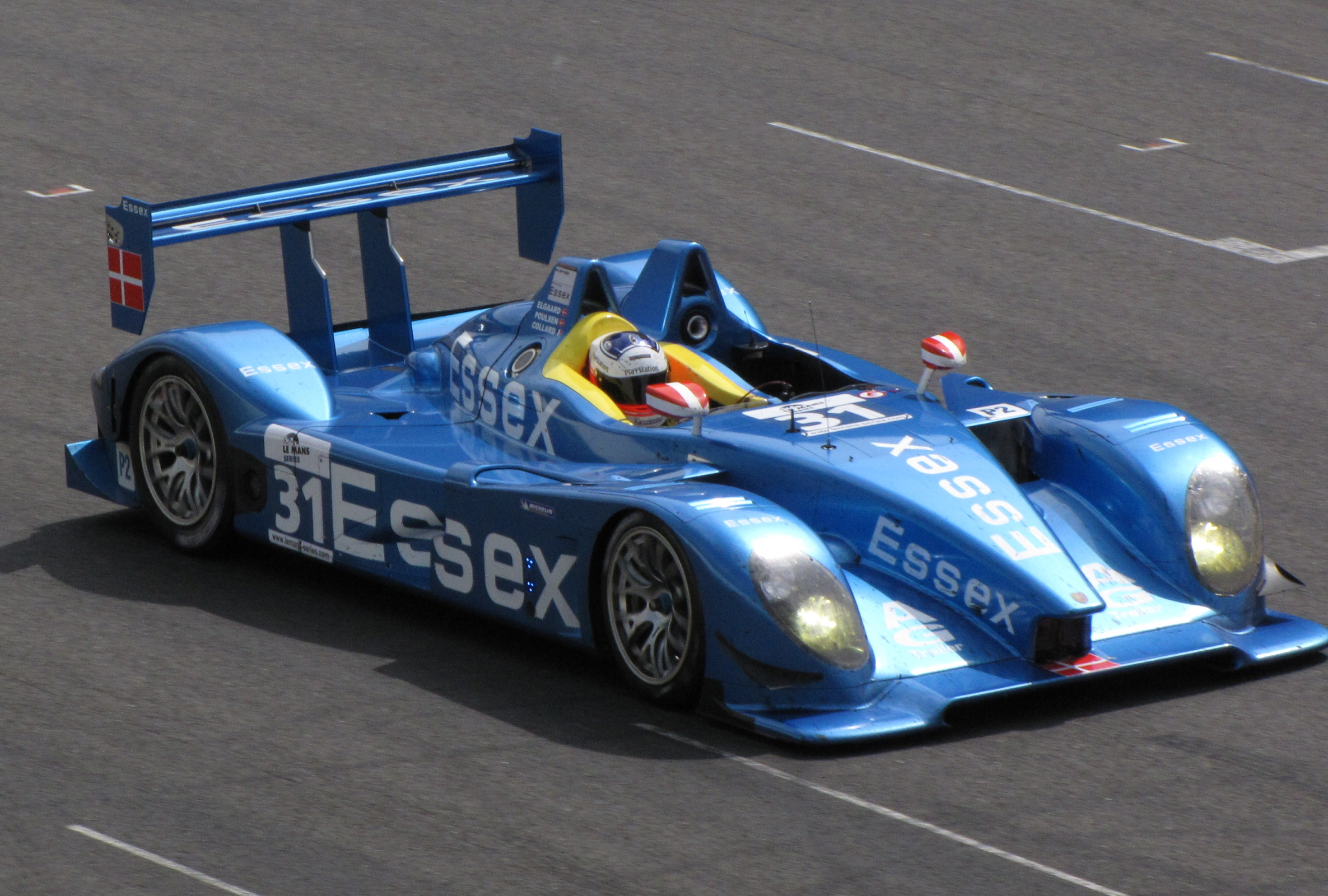
La Porsche RS Spyder Evo du Team Essex s'impose de peu devant la Lola B08/80 de Speedy Racing Team Sebah.

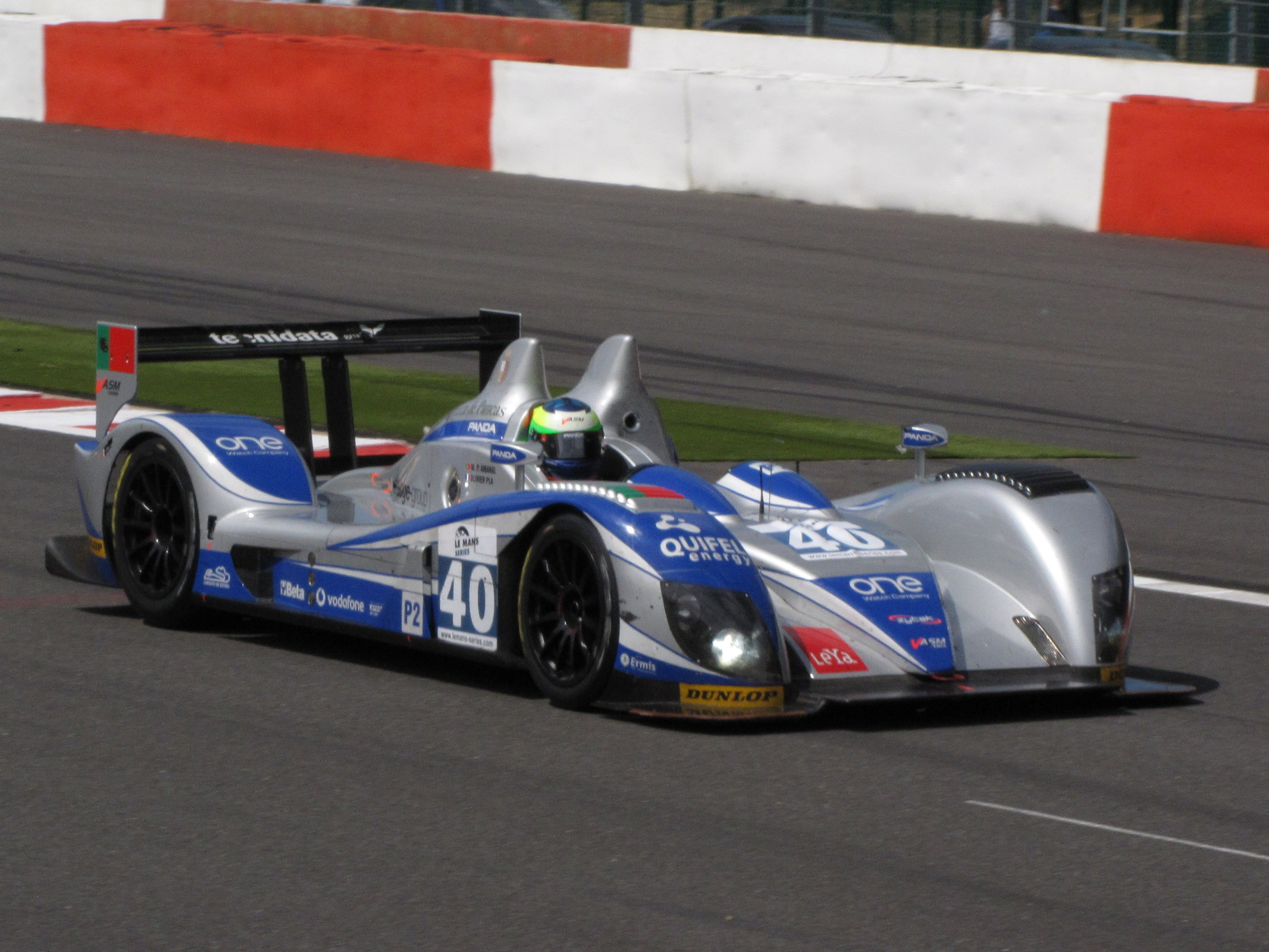
Olivier Pla, au volant de la Ginetta-Zytek GZ09SB/2 de Quifel ASM Team, est l'auteur du meilleur tour en course dans la catégorie LMP2.

En LMP2, la Porsche RS Spyder Evo du Team Essex, pilotée par Casper Elgaard, Kristian Poulsen et Emmanuel Collard, s'impose pour exactement 0,654 secondes devant la Lola B08/80-Judd du Speedy Racing Team Sebah pilotée par Benjamin Leuenberger, Xavier Pompidou et Jonny Kane. Après l'arrivée, la satisfaction est partielle pour Pompidou : « Nous aurions dû gagner, mais le dernier safety car ne nous a pas aidé. La course fut toutefois belle, notamment la bagarre avec Manu et Pla. J'ai ainsi pu constater que la Porsche et la Zytek étaient un peu mieux que nous en moteur. Mais le principal est que nous revenions dans la course pour le championnat ». Comme en 2008, la Porsche confirme sa supériorité dans le championnat.
La Lola B08/80 no 33 du Speedy Racing Team Sebah échoue de peu pour la victoire. Le Français Xavier Pompidou s'exprime sur cette deuxième place : « Le début de course a rapidement confirmé que notre Lola était dans le coup. Le départ a été mouvementé et j'ai pris la bonne option : passer à l'intérieur à la sortie de la source, contrairement à Manu (Collard). Cela m’a conduit aux commandes. Après la première neutralisation, j'ai eu une belle bagarre avec Manu et Olivier Pla. C'était vraiment sympa et cela m’a permis de voir où il nous manquait un peu de performance. En étant à la lutte avec la Porsche et la Ginetta-Zytek, j’ai vu nos qualités et les points où nous devons encore travailler ». Il ajoute : « Durant la quasi-intégralité de la course, nos deux voitures ont été au coude à coude. Nous avons perdu un tour sous safety car, mais nous l'avons repris lors du suivant. Finalement, la victoire s'est jouée dans les dernières minutes : au volant de la Lola Speedy/Sebah, Benji pointait à quinze secondes de la Porsche, pilotée par Christian Poulsen. Il reprenait trois secondes au tour, avant que la dernière neutralisation n'intervienne. Certes, cela a réduit l’écart, mais il y avait de nombreuses voitures entre les deux autos. Benji a été doublé par deux LMP1, puis il s'est retrouvé entre des LMP2 et des GT2 moins rapides. Poulsen a bien défendu sa position, en se montrant agressif dans le trafic et il nous a manqué un petit rien ». En fin de course, la remontée de Benjamin Leuenberger sur Kristian Poulsen n'a pas suffi pour reprendre l'avantage sur la Porsche du Team Essex, même si au début de son premier relais, le Français tournait en 2 min 15 s contre 2 min 18 s pour la Porsche du Danois, qui a mis plusieurs fois les roues dans l'herbe.
La Pescarolo no 35 du Oak Racing, pilotée par Matthieu Lahaye et Karim Ajlani décroche elle un deuxième podium consécutif après celui obtenu en Catalogne.

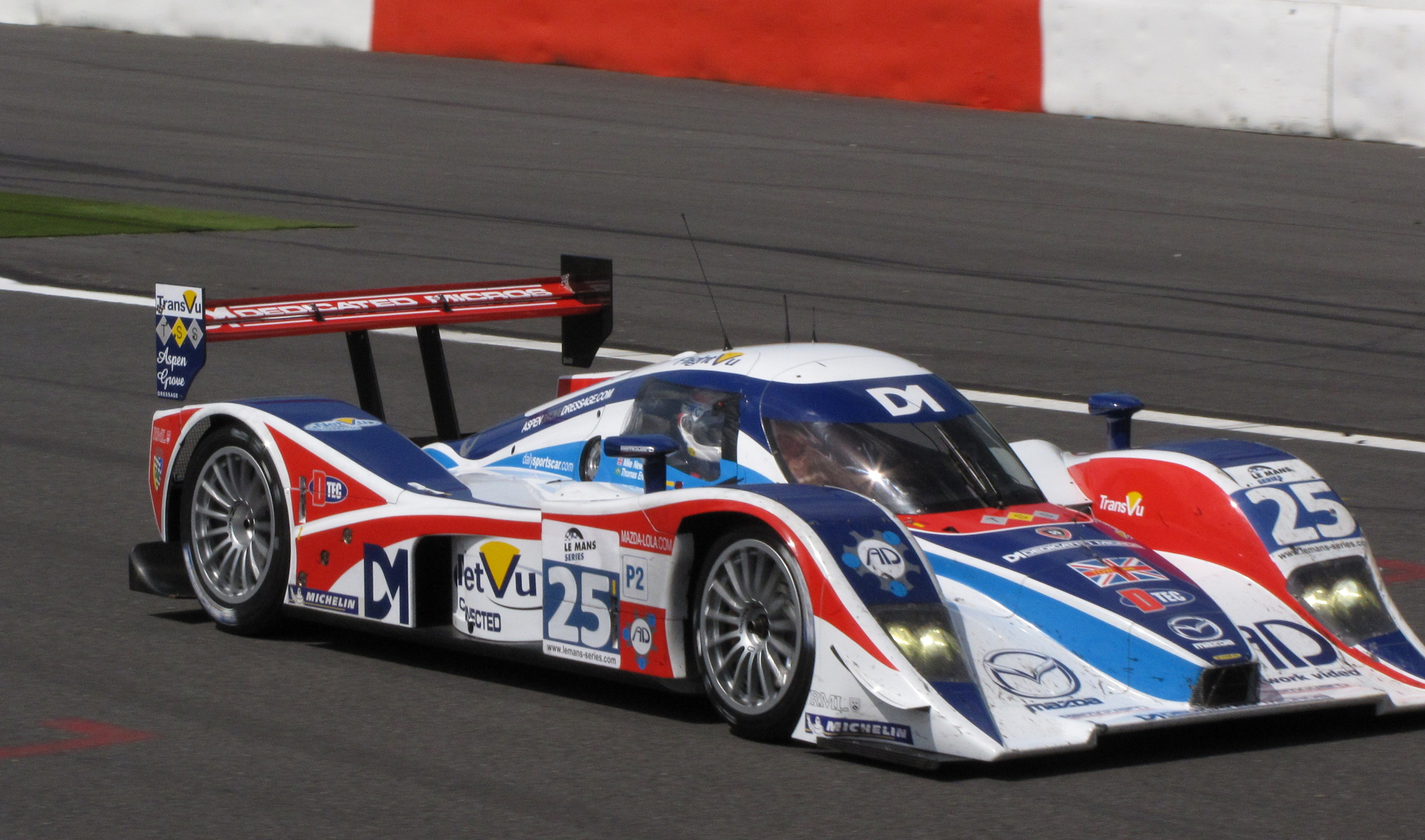
La Lola B08/80 de RML (ici pilotée par Mike Newton) est victime de son moteur.

Malgré une trente-deuxième place au classement général (sixième en LMP2), la Welter Racing WR LMP2008 de l'écurie Welter Racing Salini affiche un certain potentiel. Habitué à la monoplace, le Français Tristan Gommendy, vainqueur du Grand Prix de Macao de Formule 3 et du Championnat de France de Formule 3 en 2002, retrouve un programme en endurance : « C'est un gros pari pour moi, c'est sûr, mais aujourd'hui je peux dire que je suis très content de voir ce qui se passe, car il ne faut pas oublier que nous travaillons avec une équipe de bénévoles de A à Z ». Cet hiver, l'écurie est partie faire des essais en soufflerie, mais la voiture manque encore de 100 kg d'appuis aérodynamique. Cependant, pour Gommendy la voiture a évolué dans le bon sens : « L'année dernière la voiture était très difficile à piloter. Il y avait une montagne de travail, même si la base était saine, avec du potentiel. D'où un important programme de tests et de développement décidé cet hiver. La voiture 2009 est la même que l'an dernier, même coque, même boîte de vitesses, même moteur. Côté mécanique, nous avons beaucoup, travaillé sur la hauteur de caisse, les amortisseurs, les basculeurs ». Il ajoute que la performance de la voiture pourrait leur permettre à terme de jouer dans le top cinq : « Avec (les 100 kg d'appuis aérodynamique), nous pourrions progresser de quatre secondes au tour. Aujourd'hui la vitesse de pointe on s'en fiche ». De surcroît, il souligne la nette progression de ses coéquipiers Stéphane et Philippe Salini : « Au départ, Stéphane était à cinq, sept secondes, Philippe à douze secondes. Aujourd'hui, ils sont respectivement à deux secondes et demie et six secondes. Leurs progrès sont donc très importants et justifient notre ambition de jouer la top cinq. Dans une catégorie où le plateau est exceptionnel, il ne faut pas l'oublier ».
La Ginetta-Zytek GZ09SB/2 du Quifel ASM Team termine dernière classée à la trente-troisième place. Après le podium réalisé en Catalogne malgré un stop & go, l'équipe ne se décourage pas, d'autant qu'Olivier Pla a pointé en tête plusieurs tours devant la Porsche RS Spyder Evo. Le Français a également signé le meilleur tour en course de la catégorie.
Malgré son abandon, la Zytek no 41 du GAC Racing a mené la course pendant plus de quinze tours, l'écurie de Lucien Monté réalisant une prestation encourageante,. Quant à la Lola no 29 du Racing Box, elle a abandonné la course en raison d'une absence de capot de rechange,. Chez Ibañez Racing Service, le coût des dégâts de l'accrochage avec la Peugeot de Brabham est estimé à 50 000 euros, une somme très importante pour cette structure.
Après les vérifications techniques, trois voitures de la catégorie LMP2 sont déclassées pour non-conformité réglementaire. La Radical SR9 de Bruichladdich Bruneau est disqualifiée pour deux raisons ; la première étant l'absence d'un grillage près de la roue arrière gauche (article 3.4.1.b), le second manquement se situe au niveau du fil d'alimentation électrique des feux arrière qui n'est pas connecté (article 8.3.1). Le deuxième concurrent déclassé est la Lola B08/80 no 29 du Racing Box, initialement troisième à l'issue de la course, à qui le grillage près de la roue arrière gauche manque également. Par ailleurs, une plaque située à l'arrière gauche de la voiture fait aussi défaut (article 3.4.1). Enfin le dernier prototype déclassé est la Zytek 07S/2 du Team Barazi Epsilon (quatrième avant le déclassement) dont le nombre de persiennes des passages de roues avant et arrière arrachées a dépassé le quota autorisé par le règlement (article 13.1.3),. Le classement définitif de la catégorie LMP2 est dévoilée le lendemain de l'épreuve.

### Catégorie GT1
Dans la catégorie GT1, la course est dominée et remportée par la Chevrolet Corvette C6.R de Luc Alphand Aventures pilotée par Luc Alphand, Patrice Goueslard et Yann Clairay, notamment grâce à une bonne stratégie face à la Lamborghini Murciélago R-GT d'IPB Spartak Racing, pilotée par Peter Kox, Filip Salaquarda et Erik Janiš,,,. Malgré la pole position, Alex Müller et ses coéquipiers ne peuvent faire mieux que troisième, à dix-neuf tours du vainqueur.

### Catégorie GT2

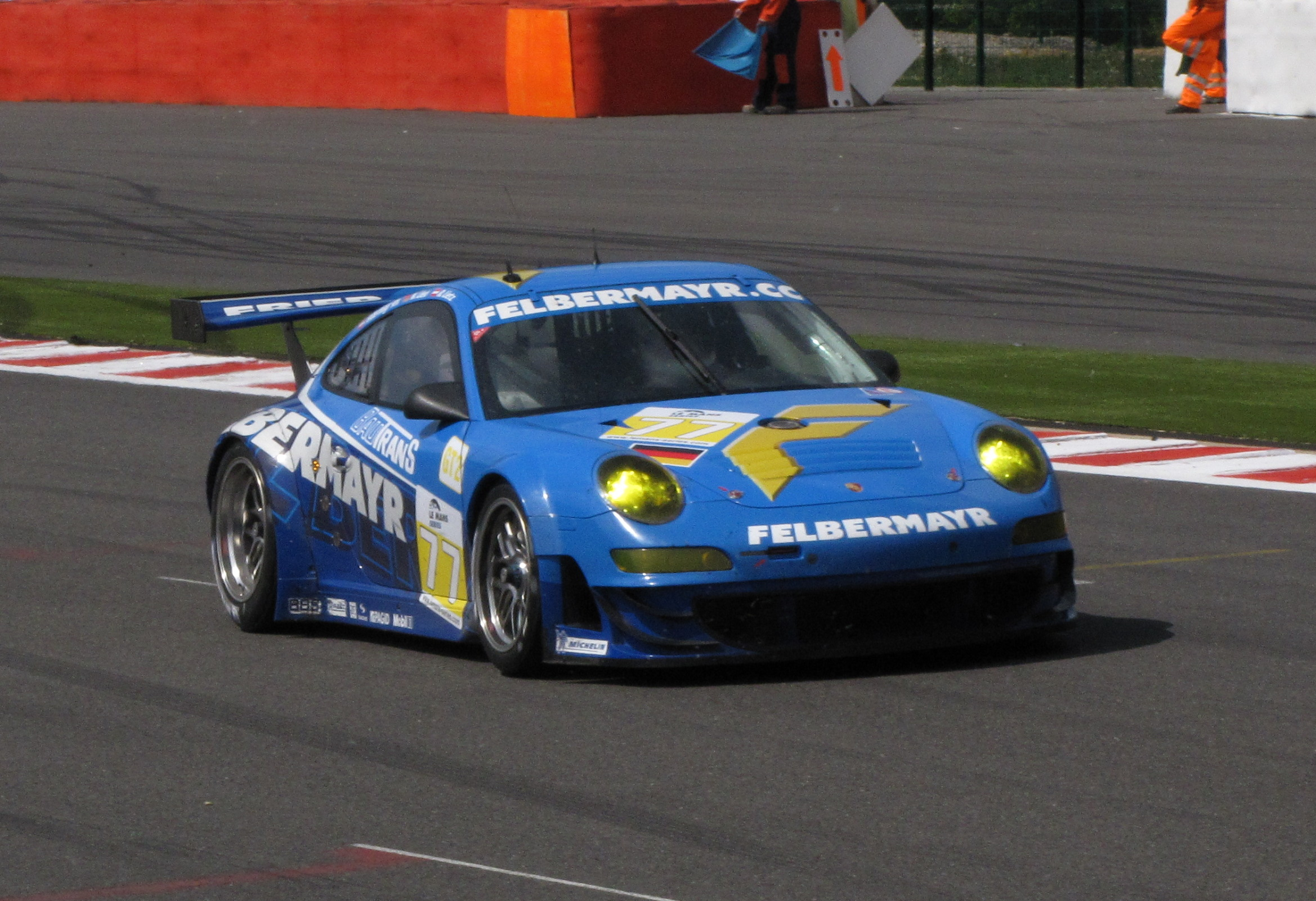
La Porsche 911 GT3 RSR (997) no 77 du Team Felbermayr Proton sera déclarée vainqueur après l'appel...

Dans la catégorie GT2, la Porsche 911 GT3 RSR (997) du Team Felbermayr Proton pilotée par Marc Lieb, Richard Lietz et Horst Felbermayr, Sr., vainqueur à l'arrivée, est déclassée pour carrosserie jugée non conforme,. La raison invoquée est une partie manquante de l'aile arrière gauche de la Porsche (article 13.3.2 du règlement LM GT2). La carrosserie a été endommagée par la crevaison du pneu arrière gauche survenue à trois heures de l'abaissement du drapeau à damier. 

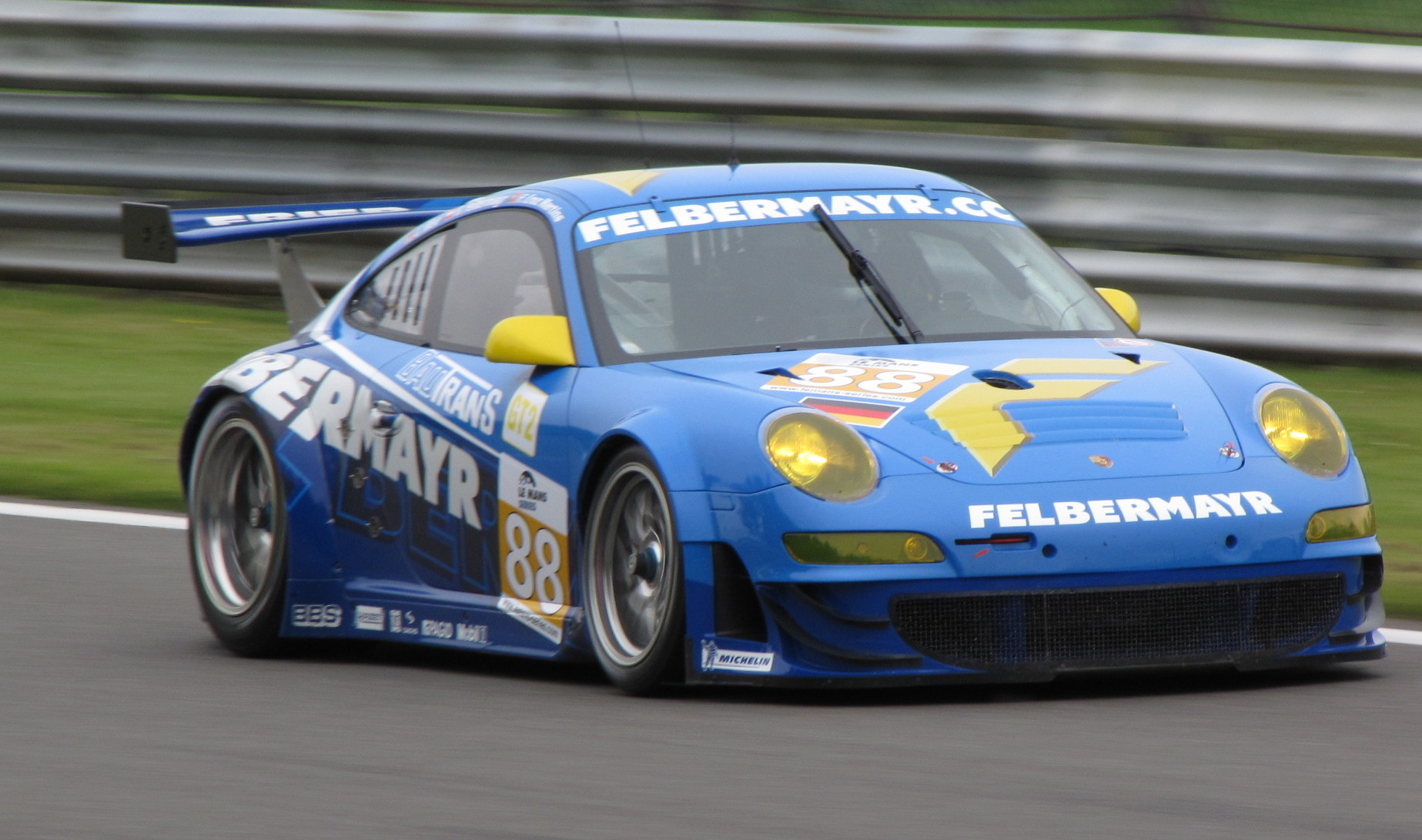
... alors que la no 88 termine au onzième et dernier rang de la catégorie.

L'écurie allemande ayant décidé de faire appel, les résultats sont donc en attente. La victoire reviendrait alors à la Ferrari F430 GTC du Team Modena, pilotée par Antonio García, Leo Mansell et Jaime Melo. Si la décision en restait là, Marc Lieb et Richard Lietz verraient leurs espoirs de titre s’échapper, au profit de l'équipage composé de Rob Bell et Gianmaria Bruni (Ferrari F430 GTC/JMW Motorsport), qui réalise un deuxième podium consécutif, puisque le faible nombre de courses d'une saison de Le Mans Series ne leur permettrait de revenir que difficilement dans la course au titre. Ferrari réaliserait même un triplé avec JMW Motorsport et FBR. Finalement, quelques semaines après la course, les officiels tiennent compte de l'appel et octroient la victoire à la Porsche no 77.
Le Virgo Motorsport, bien que champion en titre, ne termine la course qu'à la huitième place de la catégorie, pour ce qui sera sa seule apparition de la saison, de quoi marquer un seul point au championnat. Sixième à l'arrivée malgré une parfaite maîtrise des arrêts aux stands, la Porsche no 76 d'IMSA Performance a perdu toutes ses chances de figurer sur le podium après avoir glissé sur une flaque d'huile. L'Aston Martin V8 Vantage GT2 de Drayson Racing marque les deux points de la septième place ; quant à la Spyker, elle termine au cinquième rang de la catégorie. À noter qu'en ce qui concerne les pneumatiques, seule la Porsche 911 GT3 RSR n'a pas été capable de réaliser des double relais.

## Classements du championnat à l'issue de la course

### Catégorie LMP1
| Pos. | Pilote                   | Équipe              | Points |
| ---- | ------------------------ | ------------------- | ------ |
| 1er= | Jean-Christophe Boullion | Pescarolo Sport     | 16     |
| 1er= | Christophe Tinseau       | Pescarolo Sport     | 16     |
| 2=   | Jan Charouz              | Aston Martin Racing | 14     |
| 2=   | Tomáš Enge               | Aston Martin Racing | 14     |
| 2=   | Stefan Mücke             | Aston Martin Racing | 14     |
| 3=   | Christian Klien          | Team Peugeot Total  | 11     |
| 3=   | Nicolas Minassian        | Team Peugeot Total  | 11     |
| 3=   | Simon Pagenaud           | Team Peugeot Total  | 11     |
| 4=   | Stéphane Ortelli         | Oreca               | 6      |
| 4=   | Bruno Senna              | Oreca               | 6      |

| Pos. | Constructeurs     | Points |
| ---- | ----------------- | ------ |
| 1er  | Lola-Aston Martin | 20     |
| 2    | / Pescarolo-Judd  | 19     |
| 3    | Peugeot           | 11     |

| Pos. | Équipe              | Points |
| ---- | ------------------- | ------ |
| 1er  | Pescarolo Sport     | 16     |
| 2    | Aston Martin Racing | 14     |
| 3    | Team Peugeot Total  | 11     |
| 4    | Oreca               | 6      |
| 5    | Signature Plus      | 5      |

### Catégorie LMP2
| Pos. | Pilote               | Équipe                   | Points |
| ---- | -------------------- | ------------------------ | ------ |
| 1er= | Emmanuel Collard     | Team Essex               | 11     |
| 1er= | Casper Elgaard       | Team Essex               | 11     |
| 2=   | Thomas Biagi         | Racing Box               | 10     |
| 2=   | Matteo Bobbi         | Racing Box               | 10     |
| 2=   | Andrea Piccini       | Racing Box               | 10     |
| 2=   | Miguel Amaral        | Quifel ASM Team          | 10     |
| 2=   | Olivier Pla          | Quifel ASM Team          | 10     |
| 2=   | Jonny Kane           | Speedy Racing Team Sebah | 10     |
| 2=   | Xavier Pompidou      | Speedy Racing Team Sebah | 10     |
| 3    | Benjamin Leuenberger | Speedy Racing Team Sebah | 8      |

| Pos. | Constructeurs     | Points |
| ---- | ----------------- | ------ |
| 1er  | Lola-Judd         | 25     |
| 2=   | Porsche           | 11     |
| 2=   | / Pescarolo-Mazda | 11     |

| Pos. | Équipe                   | Points |
| ---- | ------------------------ | ------ |
| 1er  | Team Essex               | 11     |
| 2=   | Racing Box               | 10     |
| 2=   | Quifel ASM Team          | 10     |
| 2=   | Speedy Racing Team Sebah | 10     |
| 3    | Oak Racing               | 8      |

### Catégorie GT1
| Pos. | Pilote               | Équipe                | Points |
| ---- | -------------------- | --------------------- | ------ |
| 1er= | Luc Alphand          | Luc Alphand Aventures | 19     |
| 1er= | Yann Clairay         | Luc Alphand Aventures | 19     |
| 1er= | Patrice Goueslard    | Luc Alphand Aventures | 19     |
| 2    | Peter Kox            | IPB Spartak Racing    | 18     |
| 3    | Roman Rusinov        | IPB Spartak Racing    | 10     |
| 4=   | Erik Janiš           | IPB Spartak Racing    | 8      |
| 4=   | Filip Salaquarda     | IPB Spartak Racing    | 8      |
| 5=   | Thomas Gruber        | Jetalliance Racing    | 7      |
| 5=   | Lukas Lichtner-Hoyer | Jetalliance Racing    | 7      |
| 6    | Roland Bervillé      | Larbre Compétition    | 6      |

| Pos. | Équipe                | Points |
| ---- | --------------------- | ------ |
| 1er  | Luc Alphand Aventures | 19     |
| 2    | IPB Spartak Racing    | 18     |
| 3    | Jetalliance Racing    | 7      |
| 4    | Larbre Compétition    | 6      |
| 5    | ARC Bratislava        | 0      |

| Pos. | Équipe       | Points |
| ---- | ------------ | ------ |
| 1er  | Corvette     | 19     |
| 2    | Lamborghini  | 18     |
| 3    | Aston Martin | 7      |

### Catégorie GT2
| Pos. | Pilote              | Équipe                  | Points |
| ---- | ------------------- | ----------------------- | ------ |
| 1er= | Marc Lieb           | Team Felbermayr Proton  | 21     |
| 1er= | Richard Lietz       | Team Felbermayr Proton  | 21     |
| 2=   | Rob Bell            | JMW Motorsport          | 15     |
| 2=   | Gianmaria Bruni     | JMW Motorsport          | 15     |
| 3=   | Antonio García      | Team Modena             | 12     |
| 3=   | Leo Mansell         | Team Modena             | 12     |
| 4    | Pierre Ehret        | FBR                     | 10     |
| 5    | Jaime Melo          | Team Modena             | 8      |
| 6=   | Christian Montanari | Hankook Team Farnbacher | 6      |
| 6=   | Allan Simonsen      | Hankook Team Farnbacher | 6      |

| Pos. | Équipe                  | Points |
| ---- | ----------------------- | ------ |
| 1er  | Team Felbermayr Proton  | 21     |
| 2    | JMW Motorsport          | 15     |
| 3    | Team Modena             | 12     |
| 4    | FBR                     | 10     |
| 5    | Hankook Team Farnbacher | 6      |

| Pos. | Équipe  | Points |
| ---- | ------- | ------ |
| 1er  | Ferrari | 29     |
| 2    | Porsche | 26     |
| 3    | Spyker  | 4      |

### Michelin Green X Challenge
Dans le Michelin Green X Challenge, le classement est mené par l'écurie Speedy Racing Team Sebah (LMP2) avec 76 points. Elle est suivie par trois écuries totalisant 67 points : FBR (GT2), JMW Motorsport (GT2) et Aston Martin Racing (LMP1). L'écurie Team Felbermayr Proton (GT2) compte elle 62 points.

## Statistiques
Les 1 000 kilomètres de Spa 2009 représentent :
- La première participation à une course de Le Mans Series pour les pilotes Christian Klien, Narain Karthikeyan, Giorgio Mondini, Kristian Poulsen, Glauco Solieri, Nil Montserrat, Pierre Combot, Filip Salaquarda, Erik Janiš, Albert von Thurn und Taxis, Manuel Rodrigues, Plamen Kralev et Simon Pagenaud[39],[16] ;
- Le record d'engagés inscrits sur une épreuve de Le Mans Series, avec 51 voitures (le précédent record datait des 1 000 kilomètres du Nürburgring et de Spa 2007)[39],[24] ;
- La première course de la Lamborghini Gallardo LP560 GT2 et de l'Oreca 01[85],[67].